# Cão
O cão (nome científico: Canis lupus familiaris), no Brasil também chamado de cachorro, é um mamífero carnívoro da família dos canídeos, subespécie do lobo, e talvez o mais antigo animal domesticado pelo ser humano. Teorias postulam que surgiu do lobo cinzento no continente asiático há mais de 100 000 anos. Ao longo dos séculos, através da domesticação, o ser humano realizou uma seleção artificial dos cães por suas aptidões, características físicas ou tipos de comportamento. O resultado foi uma grande diversidade de raças caninas, as quais variam em pelagem e tamanho dentro de suas próprias raças, atualmente classificadas em diferentes grupos ou categorias. As designações vira-lata (no Brasil) ou rafeiro (em Portugal) são dadas aos cães sem raça definida ou mestiços descendentes.
Com expectativa de vida que varia entre dez e vinte anos, o cão é um animal social que, na maioria das vezes, aceita o seu dono como o "chefe da matilha" e possui várias características que o tornam de grande utilidade para o homem. Possui excelente olfato e audição, é bom caçador e corredor vigoroso, relativamente dócil e leal, inteligente e com boa capacidade de aprendizagem. Deste modo, o cão pode ser adestrado para executar um grande número de tarefas úteis, como um cão de caça, de guarda ou pastor de rebanhos, por exemplo. Assim como o ser humano, também é vítima de doenças como o resfriado, a depressão e o mal de Alzheimer, bem como das características do envelhecimento, como problemas de visão e audição, artrite e mudanças de humor.
A afeição e a companhia deste animal são alguns dos motivos da famosa frase: "O cão é o melhor amigo do homem", já que não há registro de amizade tão forte e duradoura entre espécies distintas quanto a de humano e cão. Esta relação figura em filmes, livros e revistas, que citam, inclusive, diferentes relatos reais de diferentes épocas e em várias nações. Entre os cães mais famosos que viveram e marcaram sociedades estão Balto, Laika e Hachiko. Na mitologia, o Cérbero é dito um dos mais assustadores seres. No cinema, Lassie é um dos mais difundidos nomes e, na animação, Pluto, Snoopy e Scooby-Doo há décadas fazem parte da infância de várias gerações.

## Etimologia e significado
Segundo o Dicionário Aurélio de Língua Portuguesa, na variante brasileira, cão significa mamífero canídeo, domesticado pelo homem desde tempos remotos, que atende pelo plural de cães e tem como forma feminina, cadela. Cachorro, por sua vez, entendido como sinônimo, tem cachorra como feminino e cachorros como forma plural, designa sim um cão novo, uma cria de lobo ou ainda qualquer cão. Em sentido pejorativo, o cachorro é sinônimo de canalha e aparece ainda em formas cristalizadas da gíria e de expressões populares, como "matar cachorro a grito" e "quem não tem cão, caça com gato". Segundo o dicionário online Priberam, na variante europeia, cão possui um significado denotativo mais amplo, além dos conhecidos na variante sul-americana, com sete significados conotativos e três denotativos. O mesmo se aplica a cachorro, que possui uma maior variação de significados em Portugal.
O vocábulo cachorro, proveniente do basco, indicava qualquer tipo de filhote, e, por um processo de restrição de significado linguístico, passou a indicar filhote de cão e o próprio cão. Essa explicação justifica o sinônimo entre as duas palavras e a adoção comum das pessoas, apesar dos significados constantes nos dicionários da língua portuguesa.

## Taxonomia e nomenclatura

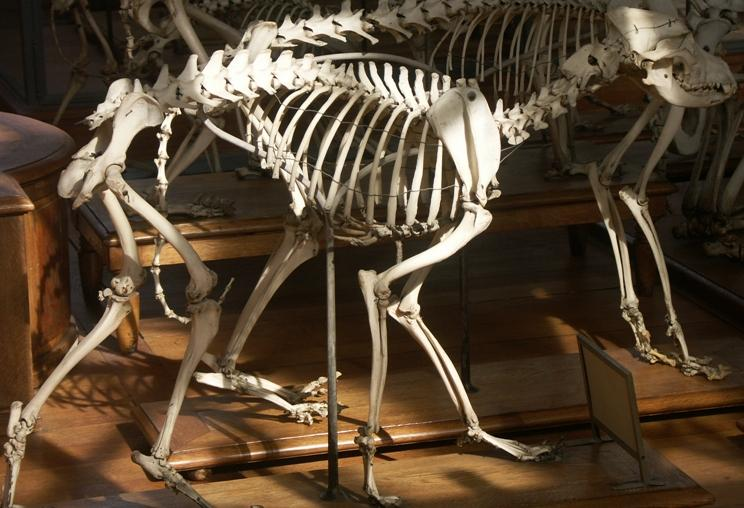
Esqueleto de um cão-lobo (híbrido Canis lupus + Canis familiaris) exposto no Museu Nacional de História Natural (França)

O cão foi descrito por Lineu em 1758 como Canis familiaris, e considerado como uma espécie distinta do lobo, descrito também por Lineu no mesmo ano como Canis lupus. Outros nomes foram descritos por Lineu, Johann Friedrich Gmelin e Charles Hamilton Smith para a mesma espécie, sendo considerados sinônimos.(c) A ancestralidade canina vem sendo discutida e estudada desde há muitos anos. Teorias antigas sugerem uma origem proveniente do chacal-dourado ou então uma origem híbrida entre várias espécies. Um levantamento das sequências da região de controle do DNA mitocondrial em 140 cães e 162 lobos demonstrou que o lobo é o único ancestral dos cães. Esta conclusão foi confirmada em outro estudo envolvendo 654 cães e 38 lobos da Eurásia. Enquanto há uma aceitação do lobo como único progenitor do cão, a questão taxonômica envolvendo o reconhecimento de uma ou duas espécies distintas ainda não está resolvida. Baseado na consistência genética, Wayne considerou que o cão, apesar da diversidade em tamanho e proporção, nada mais é do que um lobo. Em contraste, análises estatísticas de crânios têm repetidamente demonstrado uma separação total entre lobo e cão.
O conceito ecológico de espécie proposto por Van Valen foi aplicado por alguns pesquisadores para demonstrar características adaptativas específicas nos cães por viverem em um nicho antropogênico. Esta hipótese suporta o reconhecimento do Canis familiaris como uma espécie distinta do Canis lupus, apesar de uma idade de separação não superior a 12 000 a 15 000 anos atrás. Apesar de certos pesquisadores continuarem a reconhecer duas espécies distintas, existe uma tendência recente em seguir a classificação proposta por Wozencraft (1993; 2005) que inclui o C. familiaris como uma subespécie de C. lupus. Pela lei da prioridade estipulada pelo Código Internacional de Nomenclatura Zoológica, o nome C. familiaris, descrito na página 38, tem prioridade sobre C. lupus, descrito na página 39 do Systema Naturae por Linnaeus. Por questões de usabilidade e estabilidade, foi requisitado à Comissão Internacional de Nomenclatura Zoológica a conservação de dezessete nomes específicos baseados em espécies selvagens, entre eles o Canis lupus.

## Domesticação

### Pré-história

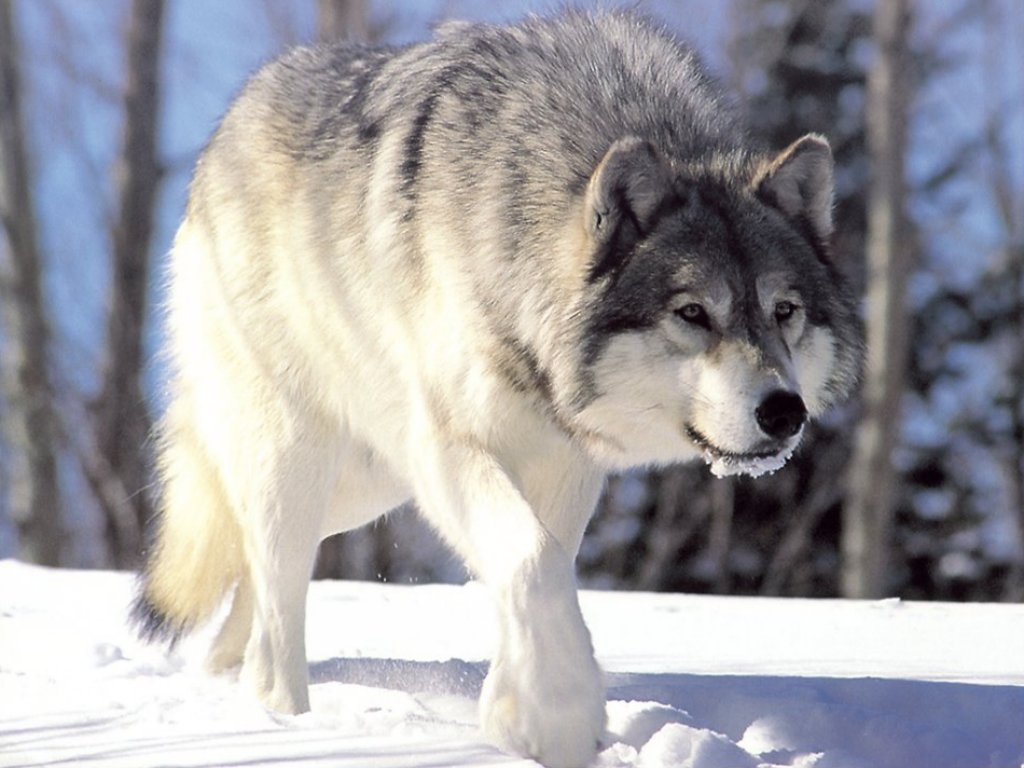
O cão divergiu de uma população agora extinta de lobos imediatamente antes ou durante o último máximo glacial, quando grande parte das gigantescas estepes estavam frias e secas

As origens do cão doméstico baseiam-se em suposições, por se tratar de ocorrências de milhares de anos, cujos crescentes estudos mudam em ambiente e datação dos fósseis. Uma das teorias aponta para um início anterior ao processo de domesticação, apresentando a separação de lobo e cão há cerca de 135 000 anos, sob a luz dos encontrados restos de canídeos com uma morfologia próxima à do cinzento, misturados com ossadas humanas. Outras, cujas cronologias são mais recentes, sugerem que a domesticação em si começou há cerca de 30 000 anos, os primeiros trabalhos caninos e o início de uma acentuada evolução entre 15 000 e 12 000, e por volta de 20% das raças encontradas atualmente, entre 10 000 e 8 000 anos no Oriente Médio. Além das imprecisões do período, há também discordâncias sobre a origem. Enquanto especula-se que os cães sejam descendentes de uma outra variação canídea, as mais aceitáveis são a descendência direta do lobo cinzento ou dos cruzamentos entre lobos e chacais.
As evidências baseiam-se também em achados arqueológicos, já que foram encontrados cães enterrados com humanos em posições que sugerem afetividade. Segundo estes trabalhos de pesquisa, o surgimento das variações teria ocorrido por seleção artificial de filhotes de lobos-cinzentos e chacais que viviam em volta dos acampamentos pré-históricos, alimentando-se de restos de comida ou carcaças deixadas como resíduos pelos caçadores-coletores. Os seres humanos perceberam a existência de certos lobos que se aproximavam mais do que outros e reconheceram certa utilidade nisso, pois eles alertavam para a presença de animais selvagens, como outros lobos ou grandes felinos. Mais sedentários devido ao desenvolvimento da agricultura, os seres humanos então deram um novo passo na relação com os caninos. Eventualmente, alguns filhotes foram capturados e levados para os acampamentos na tentativa de serem utilizados. Com o passar dos anos, os animais que, ao atingirem a fase adulta, mostravam-se ferozes, não aceitando a presença humana, eram descartados ou impedidos de se acasalar. Deste modo, ao longo do tempo, houve uma seleção de animais dóceis, tolerantes e obedientes aos seres humanos, aos quais era permitido o acasalamento e que, quando adultos, eram de grande utilidade, auxiliando na caça e na guarda. Esse gradual processo, baseado em tentativas e erros, levou eventualmente à criação dos cães domésticos. Foi ainda durante a Pré-História que surgiram os primeiros trabalhos caninos e, com isso, começaram a fortalecer os laços com o ser humano. Cães de caça e de guarda ajudavam as tribos em troca de alimento e abrigo. Com o tempo, aperfeiçoaram o rastreio e dividiram o abate das presas com os humanos. Por possuírem alta capacidade de adaptação, espalharam-se ao redor do mundo, levados durante as migrações humanas e aparecendo em antigas culturas romanas, egípcias, assírias, gaulesas e pré-colombianas, tendo então sua história contada ao lado da do homem.

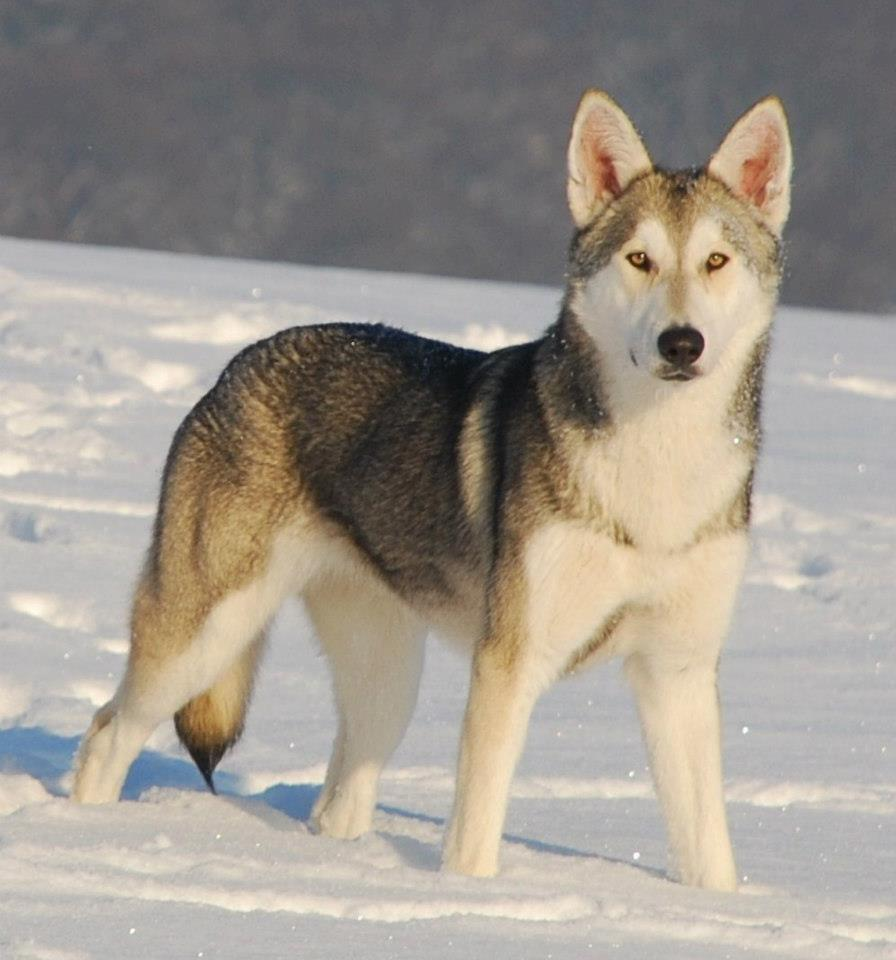
O cão-lobo-de-saarloos carrega mais DNA de lobo-cinzento do que qualquer outra raça de cachorro

Levando-se em consideração os estudos que apontam o lobo como antecessor do cão, é possível traçar semelhanças e diferenças entre estas duas subespécies. Os mais antigos esqueletos de cães descobertos datam de cerca de 30 000 anos depois do aparecimento do Homo sapiens, sempre exumados em associação com o resto das ossadas humanas. Aos pesquisadores, pareceu lógico associá-los aos canídeos preexistentes, como o lobo, o chacal e o coiote. No entanto, em descobertas feitas na China, nas quais encontravam-se vestígios dos cães, o coiote e o chacal não foram identificados na região. Ainda no Oriente, notou-se as primeiras associações do homem com uma variedade de lobo com tamanho reduzido, de cerca de 150 000 anos. Nessa teoria, a ausência das duas espécies e o fato de Canis lupus e Canis (lupus) variabilis(a) terem coexistido e possivelmente reproduzido, pode confirmar a explicação do lobo como ancestral do cão, e por sob questionamentos a teoria mais difundida, do acasalamento entre o cinzento, o chacal e até mesmo, o coiote. Essa hipótese, segundo estudos mais recentes, aliou-se a novas descobertas: o aparecimento de algumas raças de cães nórdicos diretamente originados do lobo; o resultado de trabalhos genéticos comparando o DNA destas espécies, que mostraram uma semelhança superior a 99,8% entre o cão e o lobo, enquanto não ultrapassa 96% entre o cão e o coiote; e a existência de mais de 45 subespécies de lobos, que poderiam estar na origem da diversidade racial observada nos cães. As semelhanças entre cães e lobos dificultam os trabalhos dos arqueólogos para fazer distinção exata entre os vestígios de cada subespécie, quando apresentam-se incompletos ou quando o contexto arqueológico torna a coabitação pouco provável. De certo, o cão primitivo só se diferencia do seu ancestral por alguns detalhes pouco fiáveis, como o comprimento do focinho, a angulação do stop ou particularidades na arcada dentária.
O lobo-cinzento, que supõe-se ser a única espécie de lobo tendo o cão como uma de suas subespécies, é um canídeo selvagem que vive em alcateias. Fisicamente, pode atingir 2 m de comprimento e pesar mais de 60 kg. Suas cerca de quinze subespécies habitam florestas ou planícies da Europa, Ásia, Estados Unidos, Canadá e o norte da África, mas, em alguns lugares, como o Japão, estão à beira da extinção. Já o cão é o único canídeo domesticado pelo homem, em um processo milenar. Seu tamanho varia entre 1 – 45 kg(b), e vive tanto isolado quanto em matilhas. Sua diversidade de raças é, em boa parte, devida à seleção artificial feita pelo homem na busca de qualidades aproveitáveis e de submissão. É ainda um animal sem riscos de extinção, apesar de algumas raças não mais existirem. Em comum, além das características físicas, estes dois possuem as comportamentais e de povoamento. Suas caudas compridas são usadas para comunicação quando precisam mostrar obediência diante do dominante, por exemplo. Vigorosos, não são tão velozes quanto os felinos, mas capturam suas presas pelo cansaço da persistência. Pelo globo, dispersaram-se há milhares de anos, espalhando-se pela Ásia, Europa e África. À Oceania e às Américas, chegaram levados pelo homem.

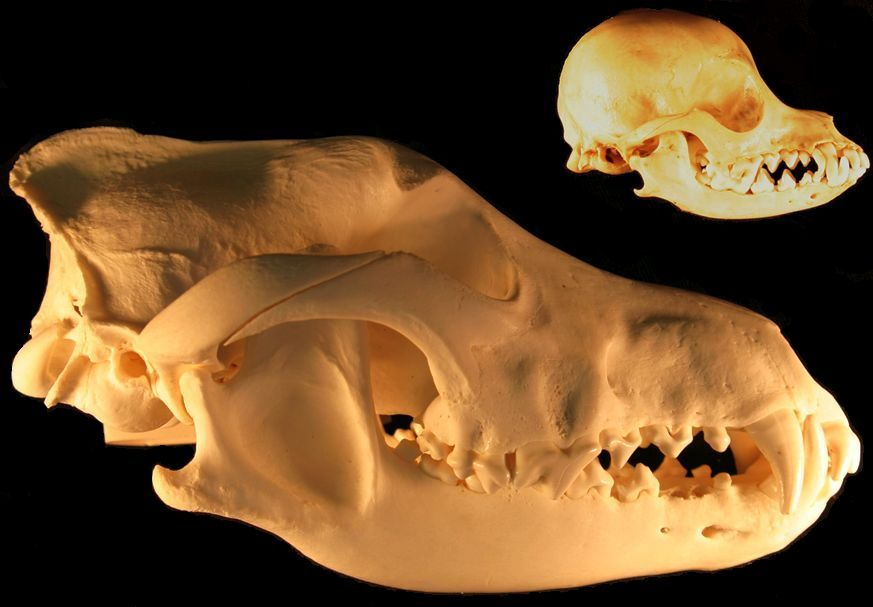
Comparação entre o crânio de um lobo-cinzento e de um chihuahua

O modo como se alimentam também é semelhante. O lobo obtém a maior parte de sua comida caçando em grupo e atacando presas de grande porte. A competição entre seus membros leva ainda a um rápido consumo do alimento. Após matar a presa, come até se satisfazer, passando um longo período sem se alimentar. Como os antepassados, os cães domésticos comem rapidamente e poucas vezes ao dia. Essa tendência em comer muito rápido pode virar um problema, pois os cães podem se engasgar ou engolir grandes quantidades de ar. Os caninos alimentados em grupo podem apresentar as relações de dominação dos lobos e, como resultado, os dominantes obtêm a maior parte do alimento e os subordinados ficam com menos do que precisam. Como diferença, ao passo que o lobo alimenta-se do que captura, o cão doméstico usufrui de rações fabricadas especificamente para suas necessidades físicas. Comunicativamente, além das comuns características básicas de uso de gestos e odores, estas duas subespécies apresentam uma diferença marcante: enquanto os lobos amadurecem suas formas de comunicação conforme atingem a idade adulta, certas raças caninas resultantes de seleção artificial mantêm a forma que aprenderam enquanto filhotes. Em pesquisa realizada entre quinze raças caninas e o lupino, o descendente direto husky siberiano foi o único a confirmar igualdade nos meios de comunicação, marcando quinze pontos em quinze avaliações. Na outra ponta, o cavalier king charles spainel mostrou dois, o que ainda assim é capaz de demonstrar semelhança, já que outras raças superaram os 50% de equiparidade entre seus meios de comunicação mesmo com a interferência humana direta, que sempre busca as características que melhor lhe favoreçam, em detrimento dos instintos animais.

### Antiguidade

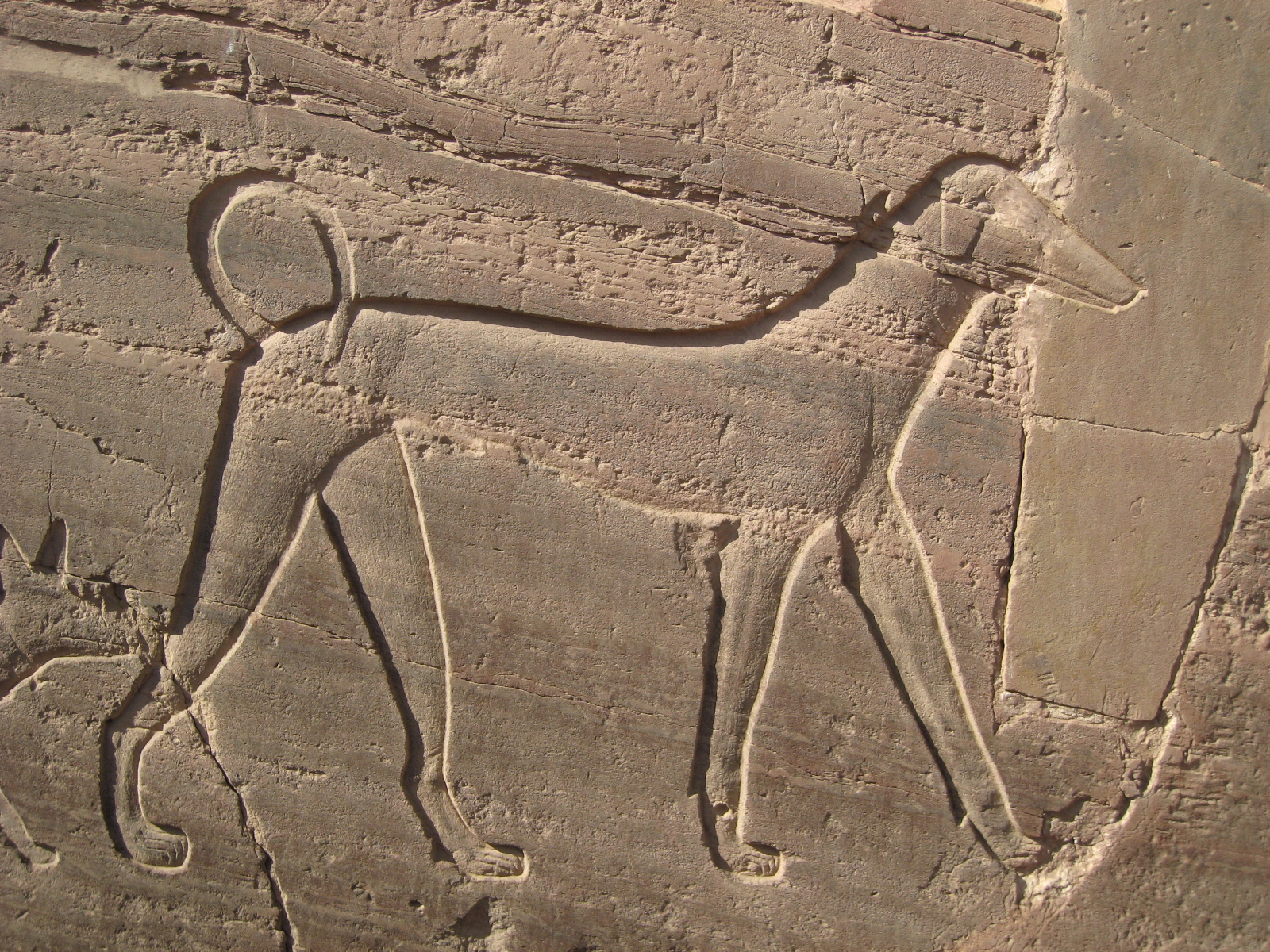
Representação de um tesem do Antigo Egito

No Egito Antigo, os cães eram reverenciados como conhecedores dos segredos do outro mundo, bem como utilizados na caça e adorados na forma do deus Anúbis. Esta relação com os mortos teria vindo do hábito de se alimentarem dos cadáveres, assim como os chacais. No continente europeu, mais precisamente na Grécia Antiga, cães eram relacionados aos deuses da cura, com templos que abrigavam dezenas deles para que os doentes pudessem ser levados até lá e terem suas feridas lambidas. Neste período, também combateram junto aos exércitos de Alexandre, o Grande, espalhando-se pela Ásia e Europa. Na Gália, além de guardiões e caçadores, detinham a honra de serem sacrificados aos deuses e enterrados nos túmulos de seus donos. Durante o período do Império Romano, os cães, sempre fortes e de grande porte, foram utilizados para a diversão do público em grandes brigas no Coliseu de Roma. Trazidos da Bretanha e da parte ocidental da Europa, eram mantidos presos e sem alimentos, para que pudessem ficar agressivos durante os espetáculos, nos quais deviam matar prisioneiros, escravos e cristãos. Sua fama ficou tão grande que as raças da época quase foram extintas, devido ao exagerado uso em guerras e apresentações.

### Era moderna e período contemporâneo

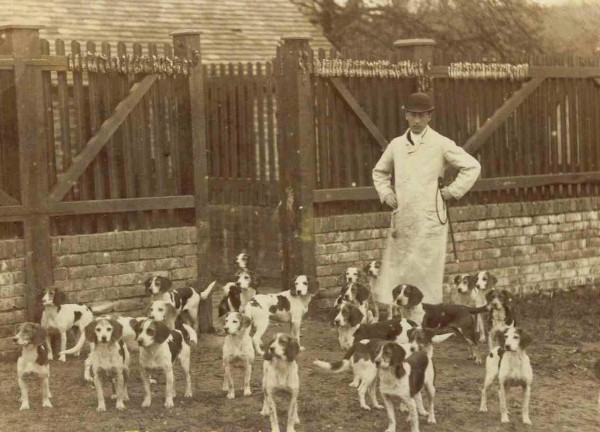
Um caçador em 1885 com uma grande matilha de Beagles, uma raça de cães de caça. Em princípio, cães eram criados por suas habilidades de trabalho. Após, entraram nos lares como companheiros de vida

No período das grandes navegações, os homens migraram ao Novo Mundo com seus caninos. Apesar de não serem desconhecidos dos povos pré-colombianos, a variedade o era. Também durante a conquista, a presença deste animal teve sua utilidade: nas guerras contra os nativos, farejadores eram utilizados para encontrar e matar os índios. A respeito disso, há a lenda de que, na atual República Dominicana, milhares de indígenas foram exterminados por uma tropa de 150 soldados de infantaria, trinta cavaleiros e vinte cães rastreadores. Durante o século XIX, apesar de polêmicos, os treinamentos dos caninos para lutas e guerras, ganhou popularidade como na época de Alexandre. Nessa fase, algumas raças foram compostas por animais menores, mais brutos e de musculatura mais forte, como o bull terrier.
No século seguinte, eventos tornaram a marcar a evolução canina. As guerras mundiais extinguiram as raças das regiões mais afetadas e ajudaram a popularizar as variedades militares, como o pastor alemão e o dobermann, enquanto rastreadores. No Japão, em plena guerra, o imperador decretou que todos os cães que não pastores alemães fossem mortos para a confecção de uniformes militares com seu couro. Devido a isso, muitos criadores de akitas cruzaram seus animais com pastores alemães, para tentar fugir ao decreto. Os resultantes destes cruzamentos, levados aos Estados Unidos pelos soldados, foram os primeiros na criação de mais uma nova raça. Foi também após as guerras mundiais que surgiram os primeiros centros de treinamento de cães-guia de cego. Modernamente, apesar de fazer parte da história humana desde a imagem divina aos soldados das guerras, o cão tornou-se um animal de estimação apenas no século XX, já adaptado aos modos de vida dos seres humanos, devido a sua habilidade de fazer de diversos ambientes os melhores possíveis, e ao voltar suas capacidades de aprendizado à domesticação. Diz-se que esta mútua relação entre os dois mais numerosos carnívoros do mundo deve-se à compreensão e à evolução cerebral canina em entender o que querem as pessoas.

### Seleção artificial

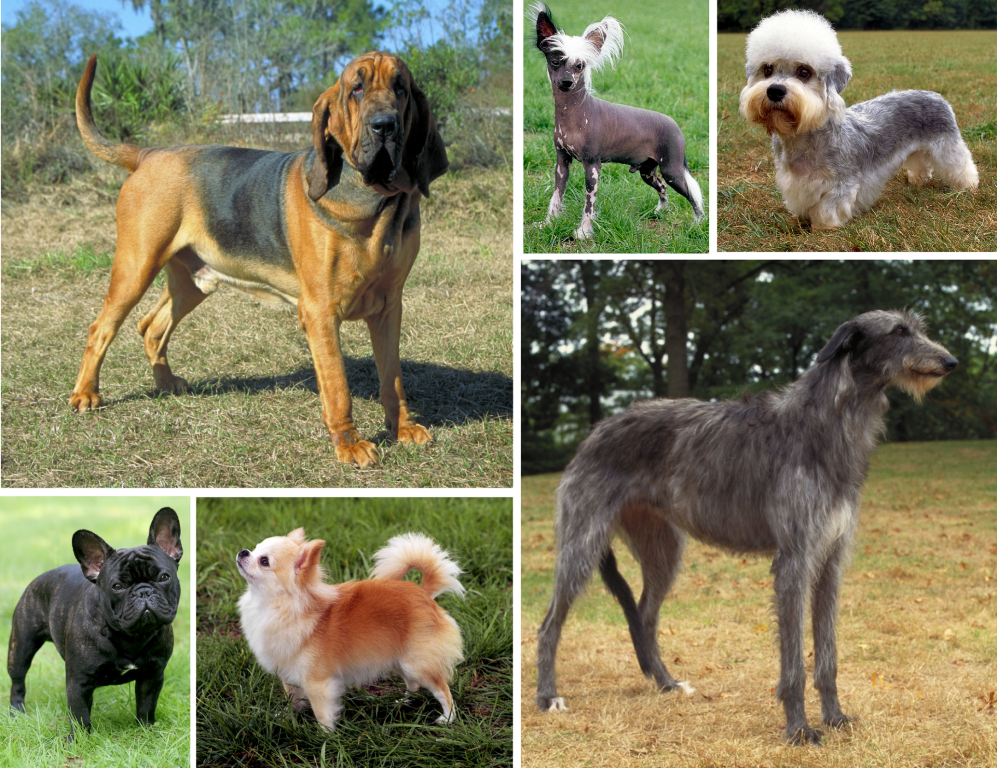
Através da seleção artificial, cães têm sido criados em uma variedade de formas, cores e tamanhos tão grande que a variação pode ser ampla mesmo dentro de uma só raça

Na seleção natural, processo proposto por Darwin, apenas os mais aptos se reproduzem e se multiplicam, eliminando assim, geração após geração, os genes problemáticos. É devido a esta razão que os animais selvagens são visivelmente saudáveis psicológica e fisicamente. Na seleção artificial, especificamente dos cães, o critério é acasalar os caninos a partir das formas físicas, chamadas morfológicas, orgânicas, chamadas fisiológicas, e mentais, conhecidas como psíquicas. Como exemplo dessas seleções está a criação das raças pequenas, resultados dos acasalamentos dos espécimes menores, independente de suas capacidades de sobrevivência. Conduzida pelo ser humano, a seleção artificial é direcional: a partir de indivíduos selecionados por suas características, tem-se as novas ninhadas, que serão novamente selecionadas, de acordo com as peculiaridades desejadas. Desta forma, os genes responsáveis pelas características escolhidas aumentam de frequência e tendem a entrar em homozigose. Ao mesmo tempo, pode-se evitar a reprodução de indivíduos que não possuam as qualidades almejadas.
Todavia, não se obtém apenas benefícios destes cruzamentos seletivos. Juntamente com os genes das características visíveis, são repassados aqueles que, apesar de presentes, não se manifestaram no indivíduo, mas que, provavelmente, afetarão seus descendentes. Alguns acarretam propensão para males como displasia coxofemoral, surdez, miopia, diversas doenças de pele e problemas psicológicos. Disfarçadamente, há ainda um outro problema que acomete os caninos. No intuito de criar diferentes raças, o homem desenvolveu características extremas, que atrapalham o bem-estar do animal: os buldogues têm os focinhos tão achatados que não conseguem respirar normalmente; shar peis têm tanta pele extra que desenvolvem micoses e infecções nas dobras; e os border collies tornaram-se hiperativos, entre outros exemplos.

## Características
Quando comparado fisicamente a seu ancestral, o cão possui mínimas diferenças no design genético. A estrutura óssea, os tipos de músculo, nervos e dentições, por exemplo, são idênticos. Até mesmo a pelagem é similar, já que ambos, salvo algumas exceções, possuem uma dupla camada de pelos. Como diferença acentuada, tem-se o fato dos lobos contarem com cérebro e glândulas produtoras de hormônios mais pesados, já que vivem em ambientes que requerem respostas rápidas a eventos extremos. Mais especificamente, sua anatomia divide-se em cinco grandes áreas de estudo: a externa, a osteologia, a artrologia, a miologia e dos órgãos internos:

### Anatomia geral e estrutura externa

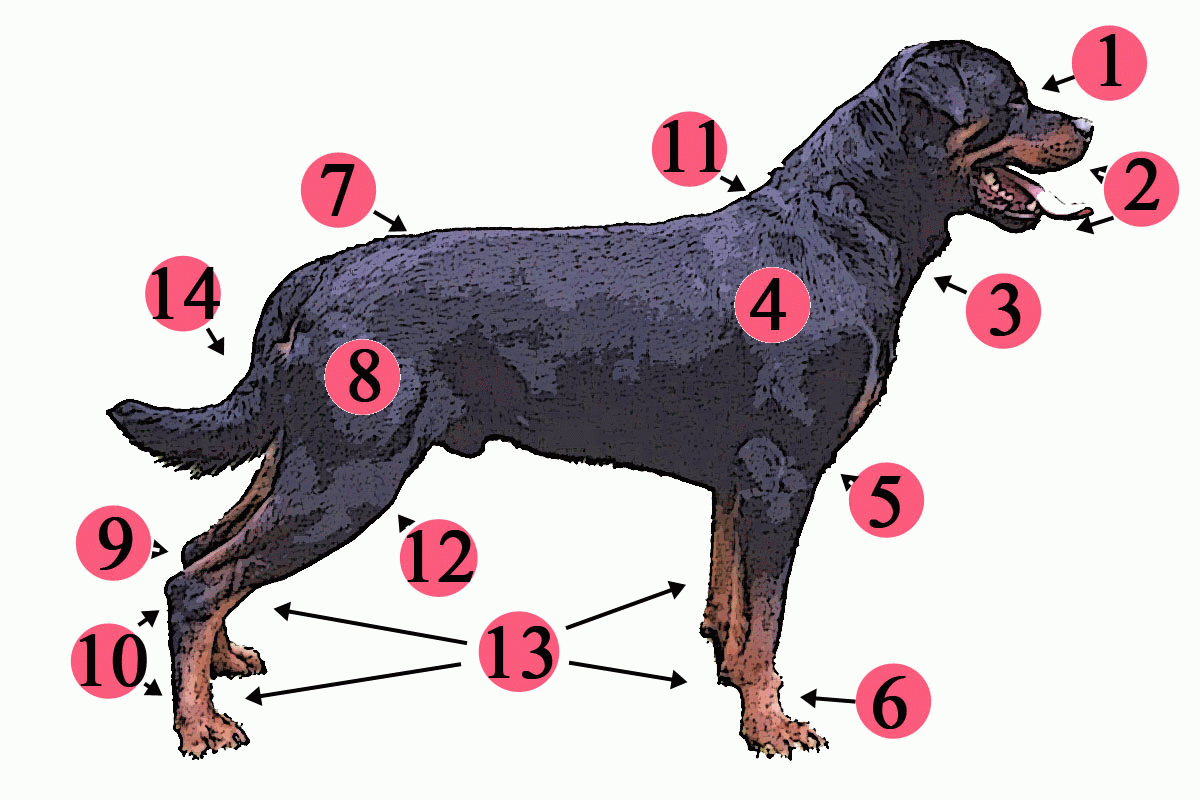
Esquema da anatomia externa comum a todas as raças caninas. Legenda: stop (1), cabeça (2), pescoço (3), ombros (4), cotovelos (5), munhecas (6), garupa (7), coxas (8), jarretes (9), boletos (10), espáduas (11), joelhos (12), patas (13) e cauda (14)

Animais quadrúpedes e digitígrados, o que lhes garante maior agilidade, são considerados os mais difundidos mamíferos domésticos e possuem várias raças adestradas para os mais diferentes fins. Sua longevidade atinge os vinte anos e suas características externas, como tamanho e pelagem, são tão variadas que dificultam a descrição comum de um cão. Contudo, entre as principais características externas, iguais em todas as raças, estão o stop, a cabeça, o pescoço, as espáduas, a garupa, os ombros, a cauda, as coxas, os cotovelos, os joelhos, os jarretes, os boletos, as patas posteriores e as munhecas, como ilustra a imagem. Mais detalhadamente, suas características externas dividem o corpo do animal em três áreas: na zona anterior, estão a cabeça, o pescoço, o peitoral e os membros frontais; na zona posterior, encontram-se os membros posteriores e a cauda; e nos aprumos, nota-se a posição dos membros em comparação a uma superfície horizontal, que refletem sob os elementos principais da locomoção do cão e suas aptidões, isto é, a postura de seus membros. Sua pele, outra característica comum nestes animais, representa a maior parte de seu sistema imunológico. Ao longo dela, certas áreas mostram-se sob formas diferentes, pois têm propósitos específicos. As unhas e as patas são para a durabilidade, as orelhas para sinalização social e as glândulas da derme para demarcação pelo cheiro.
Com base na diversidade, é possível classificar cães em categorias de acordo com seu peso e sua morfologia. De acordo com o peso, as raças dividem-se em quatro subcategorias: pequena (< 10 kg), média (11–25 kg), grande (26–45 kg) e gigante (> 45 kg). Na outra ponta, a classificação morfológica apresenta-se um pouco mais complexa, apesar de ter apenas três subcategorias: os cães longilíneos possuem seu comprimento superior a sua largura e espessura, e apresentam-se em formas alongadas e esbeltas; os brevilíneos são o aposto, abarcando exemplares robustos e arredondados; já os mediolíneos são o equilíbrio entre as duas classificações anteriores. Outra marcante característica, capaz de distinguir cães dentro de sua própria raça, é a pelagem, que, variando em comprimento e tipo, gera combinações. Os comprimentos são quatro, ao passo que os tipos são cinco: sem pelo, raso, curto e semilongo; duro, heterogêneo, liso, sedoso e lanoso.

### Estrutura interna

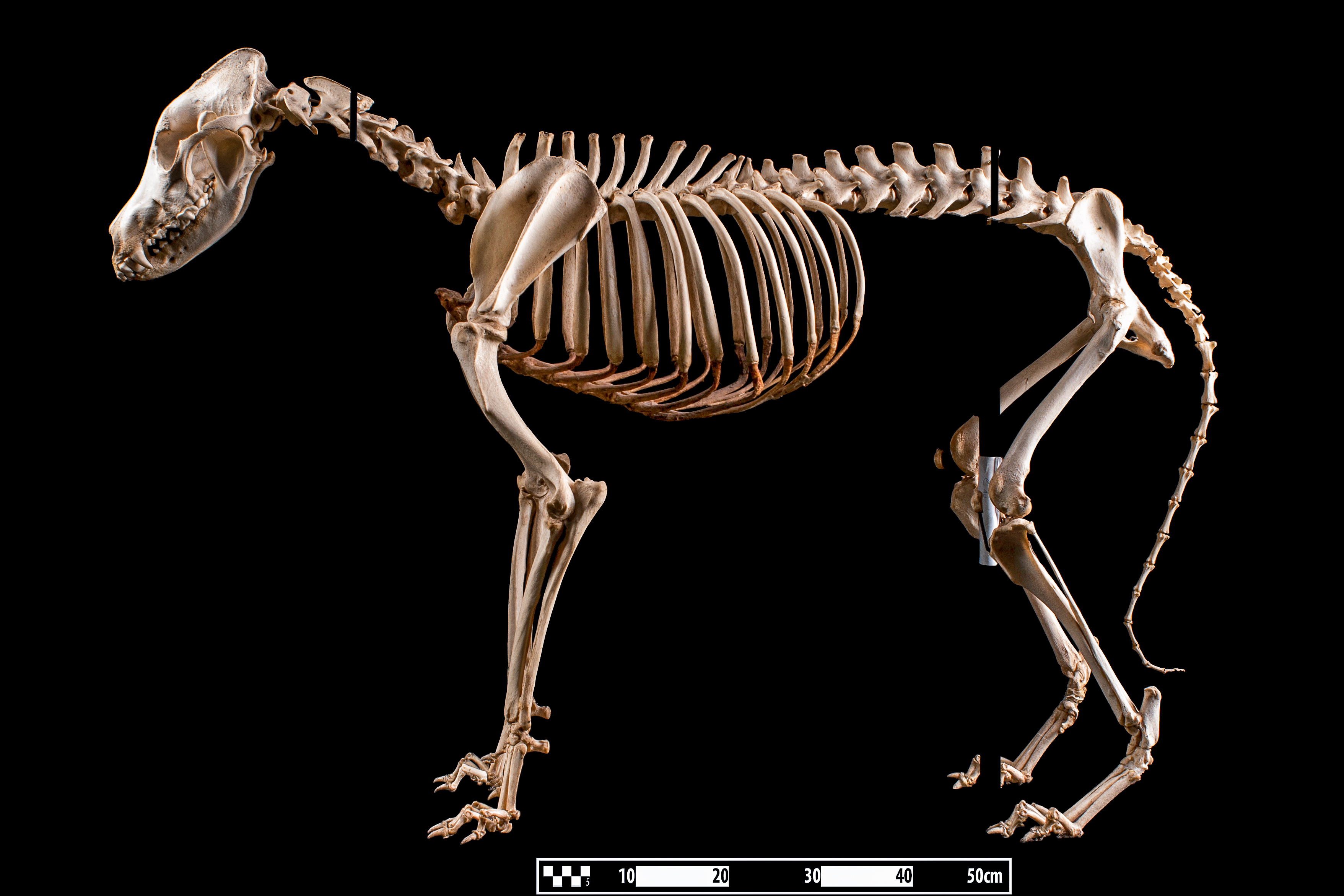
Esqueleto canino, composto por 25 partes ósseas principais, é, como em animais de semelhante estrutura, fundamental para locomoção e proteção, além de possuir outras funções primordiais

A estrutura interna, comum a cães das mais variadas raças, é, assim como em grande parte dos mamíferos, dividida em quatro áreas maiores: A primeira delas é o esqueleto, a rígida estrutura que sustenta o corpo e desempenha as funções de proteção, movimento, reserva de elementos químicos, como o cálcio, e a produção de glóbulos vermelhos nestes animais. Nos cães, que têm ao longo do corpo um total de 25 divisões ósseas maiores, observam-se dois fenômenos durante a fase referente a pré-puberdade: o aumento da espessura e do comprimento ósseos e a calcificação total da cartilagem de conjugação. Este sistema é ainda sustentado por ligamentos e tendões fortes e elásticos. O crânio, que tem por função principal a proteção do cérebro, é composto por treze ossos que se soldam logo após o nascimento e articulam-se diretamente à coluna vertebral, composta por sete vértebras cervicais, treze torácicas, sete lombares, três sacrais e um número variável de vértebras no comprimento da cauda. Já a caixa torácica é formada por dez pares de costelas, ligadas ao esterno. Também partes importantes na movimentação e locomoção são as articulações caninas, divididas em dois tipos: as sinoviais, que permitem grande mobilidade e estabilidade, e as não-sinoviais, soldas ósseas ao nível da caixa craniana cuja união se dá através de um tecido fibroso. Recobrindo estas duas estruturas estão os 34 músculos superficiais do cão, responsáveis por todos os movimentos voluntários ou involuntários, divididos entre estriados, lisos e cardíacos, e de funções flexoras, extensoras, abdutoras e adutoras. É na parte frontal que se encontra a maior concentração muscular dos cães. Entre as peculiaridades deste sistema estão o fato de permitirem um giro da cabeça de 220º e que as patas escavem e arranhem com força.

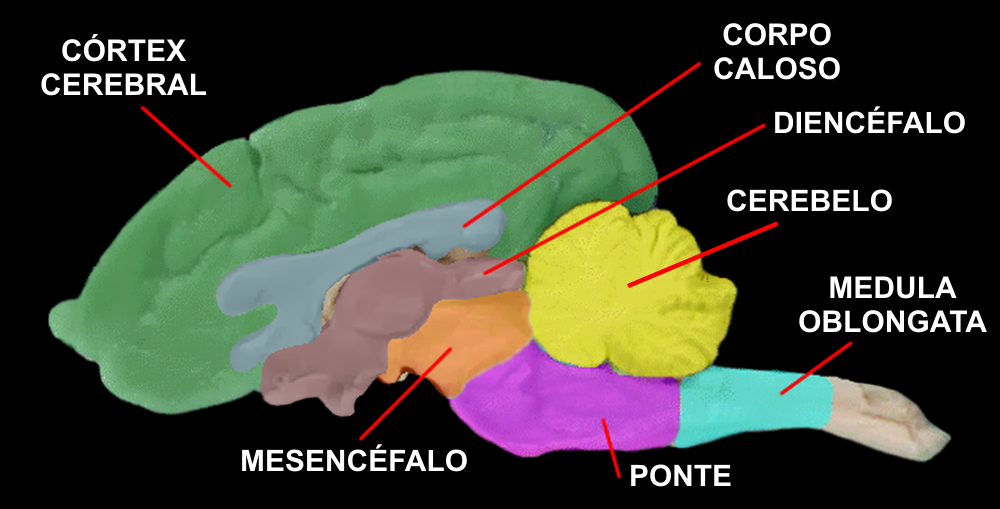
Segundo estudos no campo neurológico, o modelo cerebral do cão é igual ao do homem. A diferença reside no desenvolvimento das partes

Internamente, notam-se ainda as topografias, que têm relação com os funcionamentos e as divisões dos órgãos caninos internos. É na topografia torácica que se encontra o aparelho respiratório, composto pelas cavidades nasais, a faringe, quarenta anéis cartilaginosos formadores da traqueia, os brônquios, os bronquíolos e os alvéolos pulmonares, importantes para a vascularização dos pulmões. No tórax do canino também está o aparelho cardiovascular, cujo coração apresenta quatro cavidades, tem a forma predominante de um globo, está mais situado a esquerda do tórax e possui um tamanho que varia de 120 g à 15 kg, dependendo da raça. Este aparelho é composto ainda por outras oito partes. Já na outra topografia, a abdominal, está o aparelho digestivo, com 17 partes, que vão da boca ao ânus. As particularidades deste aparelho apresentam-se no volume considerável do estômago, devido ao regime carnívoro do animal, e na boca, cuja mastigação é pouco desenvolvida, o que deixa o trabalho digestivo quase completamente para o estômago. Também nesta área do corpo do canino, está o aparelho urinário, cuja diferença dos demais mamíferos reside no fato de um rim ser suspenso na cavidade abdominal, enquanto o outro encontra-se fixado sob a última vértebra torácica e as duas primeiras lombares. Outra peculiaridade presente neste sistema é o fato da uretra ser mais comprida e menos larga nos machos que nas fêmeas. O baço, também localizado no abdómen, é um órgão linfático que compõe o sistema de defesa do organismo, já que, quando o animal ingere mais alimentos do que pode suportar, acompanha o estômago para trás, sedendo-lhe mais espaço e evitando problemas digestivos. É ainda no baço que o sangue novo é fabricado em conjunto com a medula óssea.

### Reprodução e esterilização

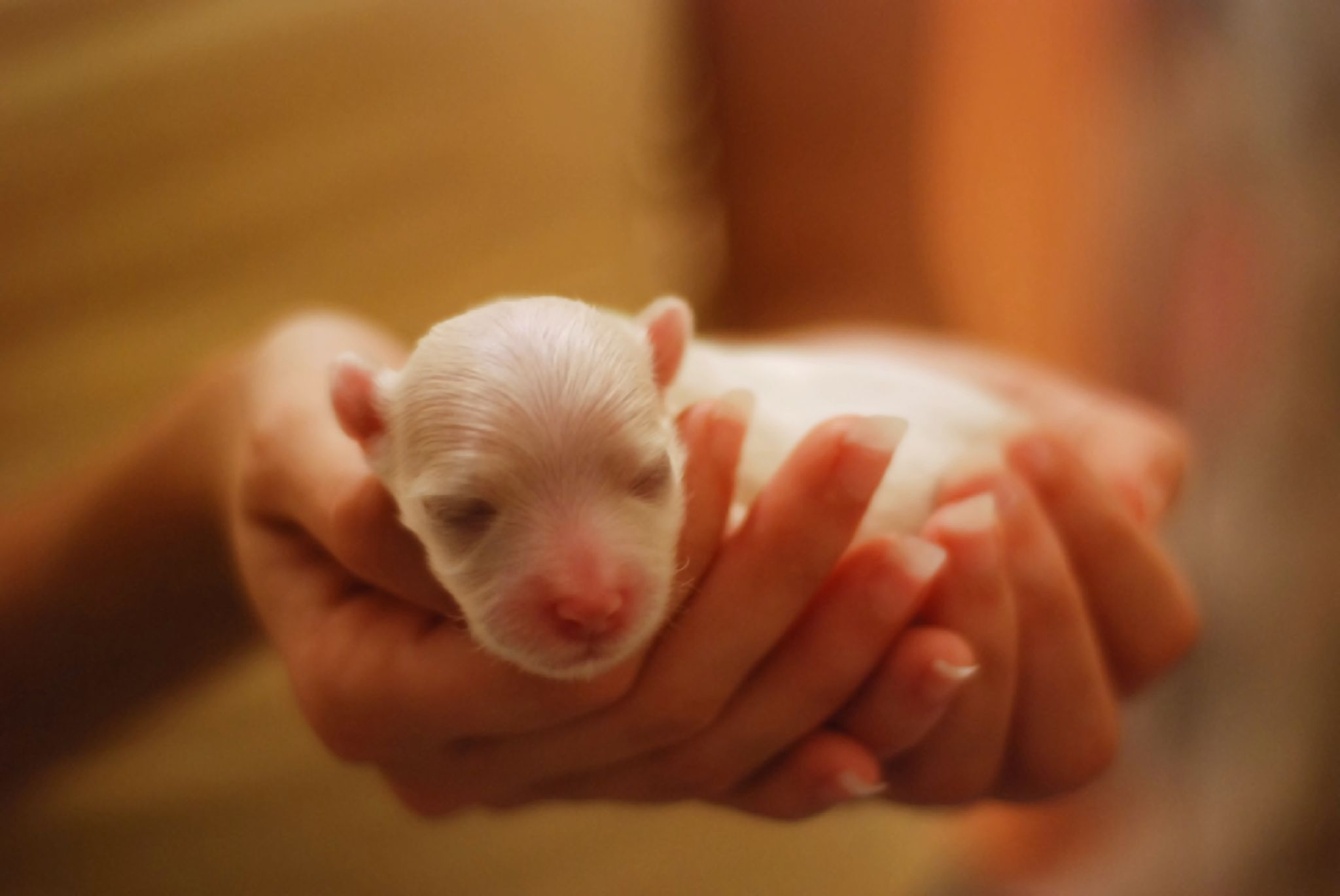
Filhote recém-nascido. Com as orelhas e os olhos ainda fechados, seus primeiros sentidos são o olfato e o tato

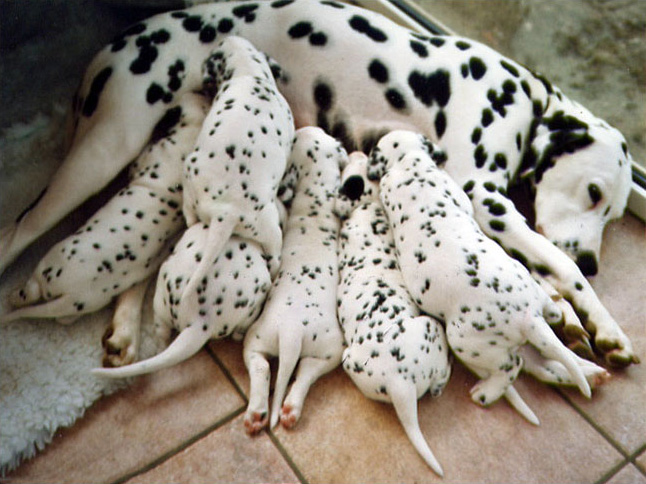
A cadela amamenta seus filhotes por um mínimo de 45 dias

A cópula então começa com uma fase de farejamento. A ereção do macho é possibilitada pela rigidez do osso peniano e pelo fluxo de sangue do tecido erétil. Com um monte bem-sucedido, desencadeia-se então as contrações vaginais na fêmea que favorecem a ascensão dos espermatozóides, a manutenção da ereção e o "aprisionamento" do macho durante a ejaculação na fase prostática. Esta fase dura um mínimo de cinco minutos, embora possa atingir trinta. Já a inseminação artificial, sempre assistida, é feita de três diferentes formas: com sêmen fresco, refrigerado ou congelado. Contudo, todas se caracterizam como técnicas de reprodução impossíveis de ocorrerem sem a intervenção do ser humano, que vão, desde o recolhimento do material do macho a sua introdução na fêmea.
Na outra ponta da reprodução está a esterilização, chamada também de castração, comum em animais domésticos e uma necessidade para o controle de animais nas cidades, geralmente abandonados nas ruas. A esterilização em si consiste na remoção cirúrgica completa dos órgãos com funções restritivamente reprodutoras. Nas fêmeas, retira-se o útero e os ovários, o que elimina os cios. Nos machos, retiram-se os testículos, deixando-se a bolsa escrotal vazia. O processo é classificado como indolor, devido a anestesia, incômodo, após o procedimento, e seguro, devido a eficácia dos resultados para o animal e para a sociedade.

### Envelhecimento

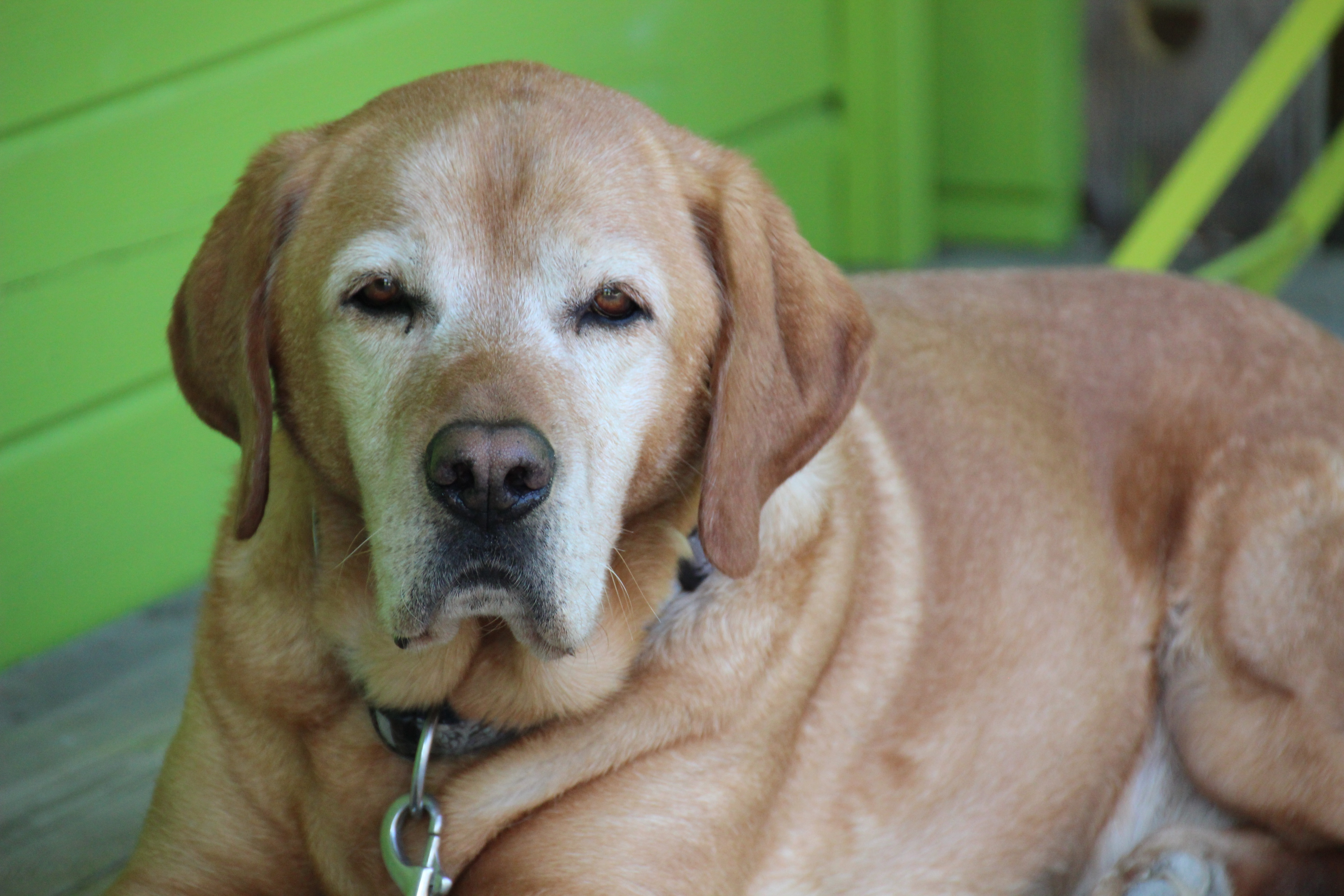
A aparência de um cão idoso mostra parte do focinho esbranquiçado e os olhos mais caídos

O envelhecimento canino é um processo natural ainda não totalmente entendido, embora sabido que ocorra de modo variado, dependendo das raças e de seu porte. Enquanto um cão de médio porte vive em torno de doze anos, um gigante tem expectativa de vida mais curta. Antes, acreditava-se que estes animais envelheciam sete anos para cada ano de vida de um ser humano. No entanto, essa teoria foi revista, e mais recentemente, tenta-se comparar o estágio de desenvolvimento inicial da vida do cão com aquele dos seres humanos. De acordo com alguns resultados obtidos, raças pequenas alcançam seus tamanhos finais entre os oito e os doze meses; raças de porte médio entre doze e dezesseis meses; de porte grande entre dezesseis e dezoito meses; e as gigantes, por volta dos dois anos. Com isso, foi possível traçar um paralelo que resultou em variação de porte para porte. As raças pequenas e médias têm os cinco primeiros anos de vida para o primeiro ano humano. Deste ponto em diante, são quatro para cada ano vivido por um ser humano. Já as raças grandes e gigantes, de maturidade mais lenta, envelhecem sete e doze, respectivamente, em seu primeiro ano de vida, com cinco e sete anos a partir do segundo ano de vida, para cada tamanho. Com base nessas afirmações, pode-se dizer que um chihuahua nascido no mesmo dia e ano que um homem, tenha, cinco anos mais tarde, 21.

### Comunicação

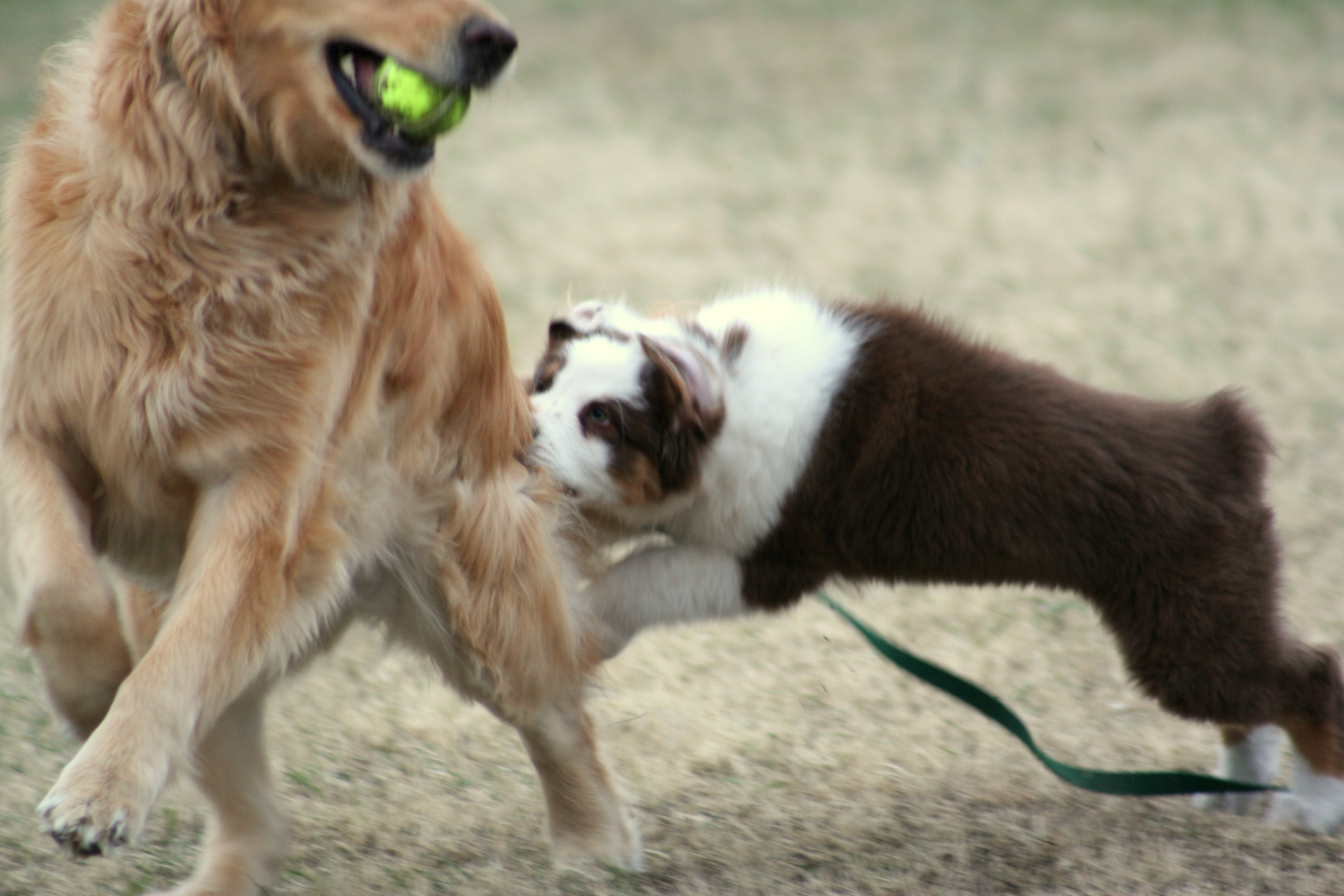
É durante as brincadeiras com os irmãos ou outros cachorros que os filhotes aprendem boa parte dos significados de seus meios de comunicação

A forma de comunicação mais conhecida dos cães é o latido, apesar de chorarem, rosnarem, uivarem, cheirarem e utilizarem de sua linguagem corporal para se fazerem entender tanto para os caninos quanto para os seres humanos.
Pelo ser humano comunicar-se verbalmente, acredita que esta seja a principal forma de comunicação canina. O latido, em geral, significa um pedido de atenção quando carentes, aborrecidos, excitados ou sozinhos, e um alerta de perigo. Entre homem e animal, além do latido, outra forma de comunicação é o choro. Chorando, os cachorros percebem desde cedo que tanto a mãe quanto os donos lhe atendem e passam a usar disso como meio de obter atenção. Além disso, o choramingo demonstra susto com barulhos altos, como trovões. O rosnado por sua vez, é o som mais simples de se entender, tanto para os caninos, quanto para os humanos, pois significa que o cão pode atacar caso não haja o recuo do outro diante da posse, demarcação ou proteção. Por ser um sinal de agressividade, não costuma ser ignorado. Por fim, o uivo é um som familiar e único, que demonstra também excitação, o alerta, a solidão e o desejo. É usado quando caçam e encurralam suas presas ou só para ver se alguém aparece. Em um paralelo, o uivo é tão contagiante quanto o bocejo humano: quando um começa e outro ouve, o faz.

### Locomoção

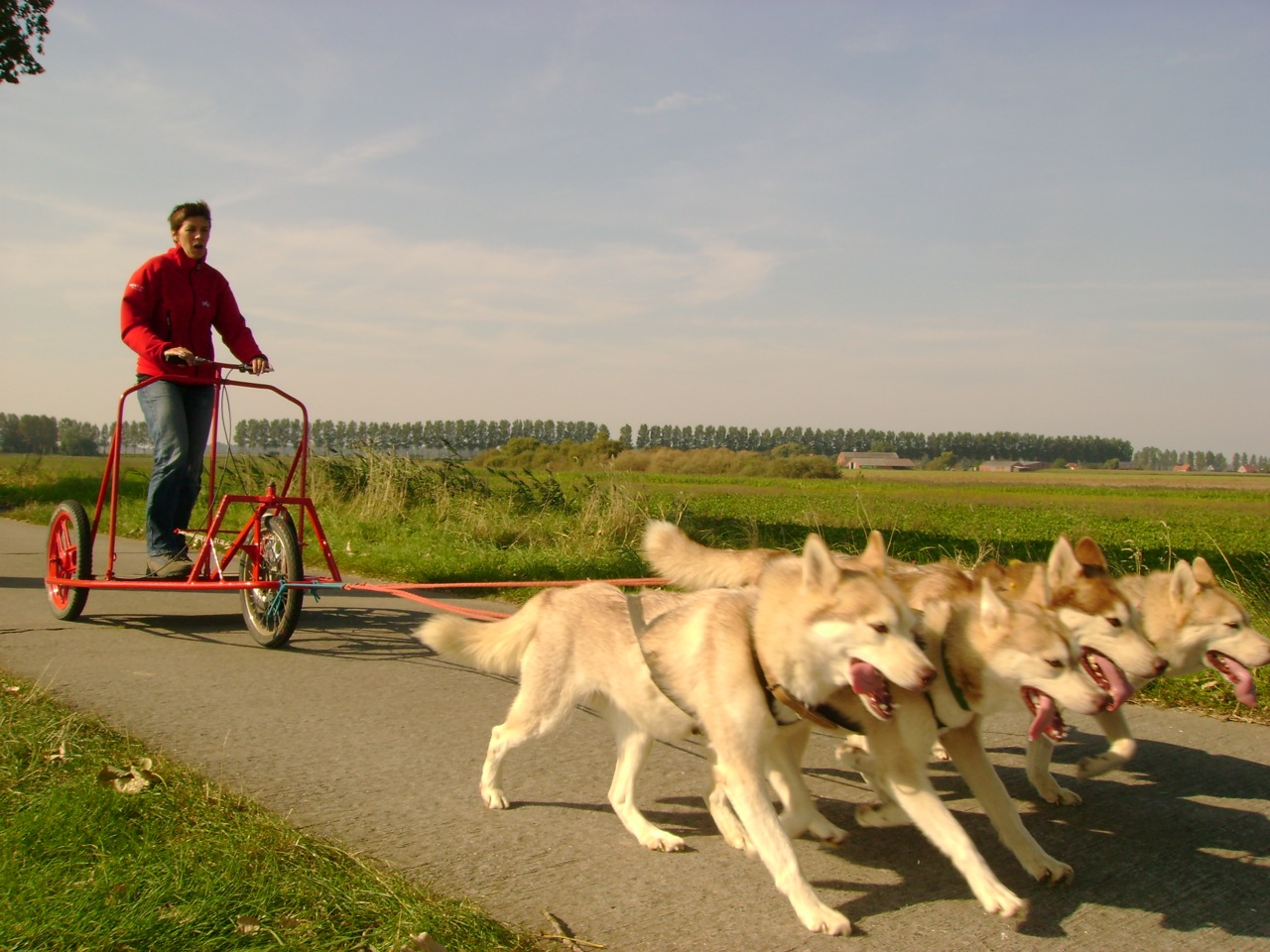
A locomoção canina é idêntica a dos demais mamíferos: depende das estruturas óssea e muscular

Assim como em todos os mamíferos, as funções de sustentação, proteção e locomoção são executadas pelos esqueletos ósseo e muscular. Igualmente aos seres humanos, os cães possuem estrutura básica, cujos níveis encontram-se nas alturas escapular e pélvica, uma para os membros superiores e outra para os membros inferiores. A diferença encontra-se no fato das duas alturas servirem para a locomoção canina, ao passo que só a inferior é utilizada na locomoção humana. Para andar, os caninos dependem dos graus articulares, mas principalmente do sistema neuro-muscular, que exerce as suas funções de contração e relaxamento, graças a ligação ao sistema nervoso e as superfícies articulares do esqueleto ósseo. Suas patas, fundamentais na locomoção, têm nos coxins a única parte da pele com glândulas sudoríparas, o que ajuda a mantê-las flexíveis. São ainda pouco sensíveis ao frio e ao calor, o que lhes ajuda quando em situações mais rigorosas, bem como possuem entre quatro e cinco dedos, o que proporciona sensibilidade, adaptação e aderência muito boas. Em comparação ao cavalo, outro forte animal domesticado, o cão é ainda um melhor saltador, devido a sua musculatura, e possui uma coluna mais flexível.
Nos caninos, apesar da locomoção ser algo comum a todas as raças, existem peculiaridades que acompanham o tamanho e o peso do animal. Cães como o são-bernardo são muito mais pesados que aqueles de ossos leves, como o afghan hound, e por isso, na relação com o ser humano, há de se ter cuidado quanto as práticas e trabalhos pretendidos para eles, já que muitas destas raças possuem limitações devido a seleção artificial, como o buldogue, de pernas curvadas e o dachshund, de patas curtas.
O tipo de andar que o cão executa é a chamada andadura, aquela passada completa, quando o membro volta a assumir a mesma posição do início, no momento em que toca o solo novamente, pronto para a repetição. De acordo com visualizações e definições, o andar do cão é variado e pode ser chamado de trote, cuja passada se completa com dois tempos, ou seja, duas patas tocando o chão ao mesmo tempo; trote em diagonal, quando forem de lados opostos; passo de camelo, quando dois membros, que tocam o solo simultaneamente, forem do mesmo lado; e galope de corrida e lento, que significam os membros posteriores e os anteriores movimentando-se quase ao mesmo tempo. Todos estes tipos de andadura são muito parecidos, mas cada um reflete a postura do animal e possui um ritmo determinado pela cadência dos tempos. Independente disso, são mais fáceis de serem vistos em competições de raça.

### Comportamento

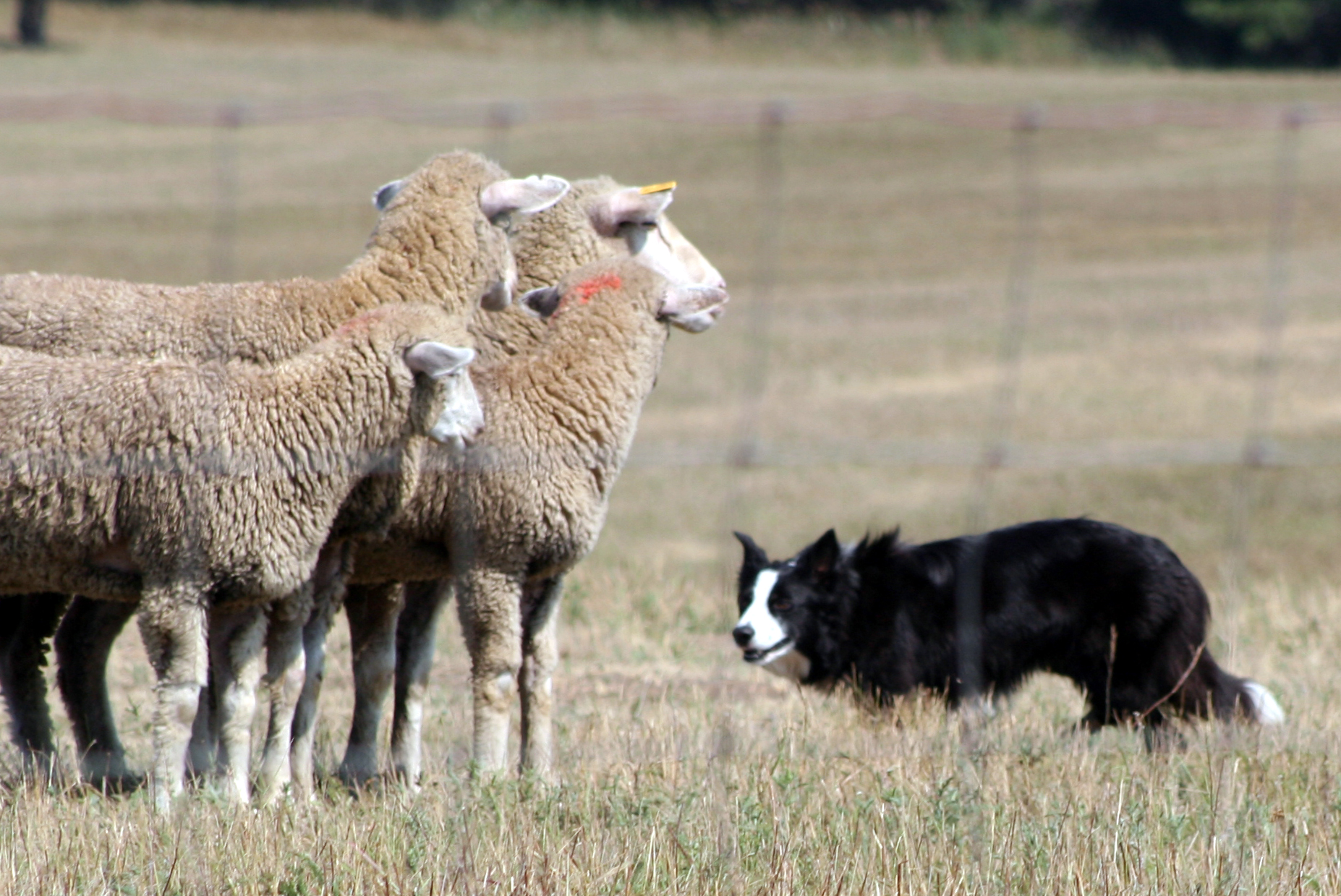
A border collie, usada como cão de pastoreio, é considerada a raça canina mais inteligente do mundo

É no cérebro que se abrigam as capacidades herdadas e gravadas, base da formação mental do cão, que mostram comportamentos e habilidades potenciais deste animal. A chamada inteligência canina é dividida em três habilidades mentais baseadas em instinto: aprendizagem, resolução de problemas e inteligência comunicativa. Dos lobos, os cães herdaram a chamada flexibilidade mental, que significa a capacidade de aprender com as experiências que os ajudam a adaptarem-se ou a modificarem o ambiente para que se torne um lugar melhor para viverem. Instintivamente cautelosos e desconfiados, aprendem também em quem confiar e quem devem evitar. Para solucionarem um problema, o cérebro funciona com rapidez de construção com o menor número possível de falsos inícios. Essa combinação constitui sua capacidade de resolução, em geral deficiente nos cães, e na qual o border collie se destaca, enquanto cão de pastoreio.
A inteligência comunicativa é a conhecida obediência ou inteligência de trabalho. Ainda que seja bom nas outras duas habilidades, precisa entender o que o os comandos do ser humano e os outros cães dizem, para perceber instintivamente a hierarquia da matilha, comunicando-se através da linguagem corporal e do cheiro. O labrador retriever é um exemplar excelente em inteligência comunicativa enquanto cão de tiro, devido a sua persistência em se concentrar.
Os cães possuem ainda o instinto natural de saberem o que devem ou não comer. Quando mastigam grama, significa por exemplo, que estão adicionando fibra à alimentação. Para compreenderem relações, possuem uma habilidade hereditária que lhes permite perceber a hierarquia e reforçar a ordem, o mesmo sendo aplicado na hora de interpretar a postura de outro animal ou do ser humano. Os caninos possuem também a habilidade de se localizarem, traçando mapas mentais de grandes territórios. Todavia, muitos vivem restritivamente ao lar e não desenvolvem esta capacidade, terminando então com um ruim senso de direção. Estes animais ainda são capazes de julgar movimentos e forças, como a aproximação de uma onda na praia. Resumindo, a inteligência canina é utilizada pelo ser humano para desenvolver e utilizar de suas habilidades mais destacadas, ao passo que serve ainda para o melhor convívio entre os de sua espécie.

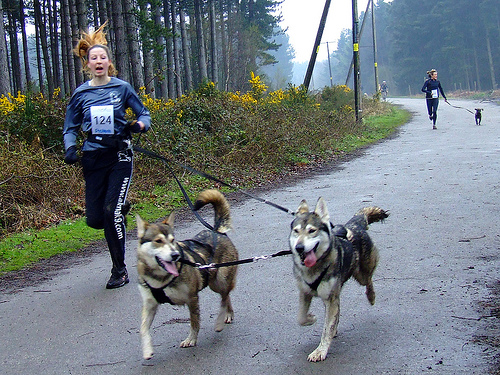
O adestramento, feito por repetição de comandos e atividades, pode ser importante para a boa relação entre duas espécies tão distintas: cão e ser humano

Sabidamente um animal social, é afetado também pela chamada "mentalidade de massa", através da qual é estimulado ou simplesmente consegue fazer algo que sozinho não faria, como o ganho da confiança para encarar ameaças maiores. Em contrapartida, este comportamento pode também ser negativo, estimulado por maus hábitos, como latir excessivamente ou avançar.
Para o bom relacionamento homem e canino existe um ato fundamental,(d) o adestramento, já que os cães são seres vivos que sentem, têm necessidades, possuem sentimentos e emoções, e este exercício constante lhes dá segurança e equilíbrio. Durante o processo, o dono dita, o cão obedece e acostuma-se com bons atos. Um canino que nunca aprendeu a sentar ou ficar, pode fugir ou correr na direção do perigo. Para um adestramento ser bem-sucedido, o homem precisa entender o potencial e as limitações do animal e ensiná-lo o respeito através das atividades. Em geral, todos os cães são capazes de aprenderem os comandos básicos para manterem um bom equilíbrio na relação, mais especificamente quando feitos por meio das brincadeiras, já que tanto o homem quanto o canino são animais neotênicos. É através das atividades que ele aprende, se socializa, desenvolve-se, se exercita e supre suas necessidades de gasto energético. Em suma, no relacionamento homem e animal, é o adestramento que dá uma boa base, norteia uma relação equilibrada destas espécies tão distintas, direciona e mostra as maiores habilidades de dadas raças. Em contrapartida, é primordial saber adestrar um cão, com as palavras certas e os métodos corretos — cujas linhas ainda não estão totalmente traçadas pelos profissionais — a fim de evitar traumas e inseguranças.
O ato de enterrar ossos é uma espécie de "depósito de alimento", ou seja, armazenar os alimentos disponíveis para posterior acesso. É um comportamento comum em muitas espécies de pássaros e mamíferos, incluindo nos ancestrais caninos dos cães domésticos - lobos cinzentos - que é onde os cães herdaram seus instintos de enterro.

#### Relacionamento com o homem

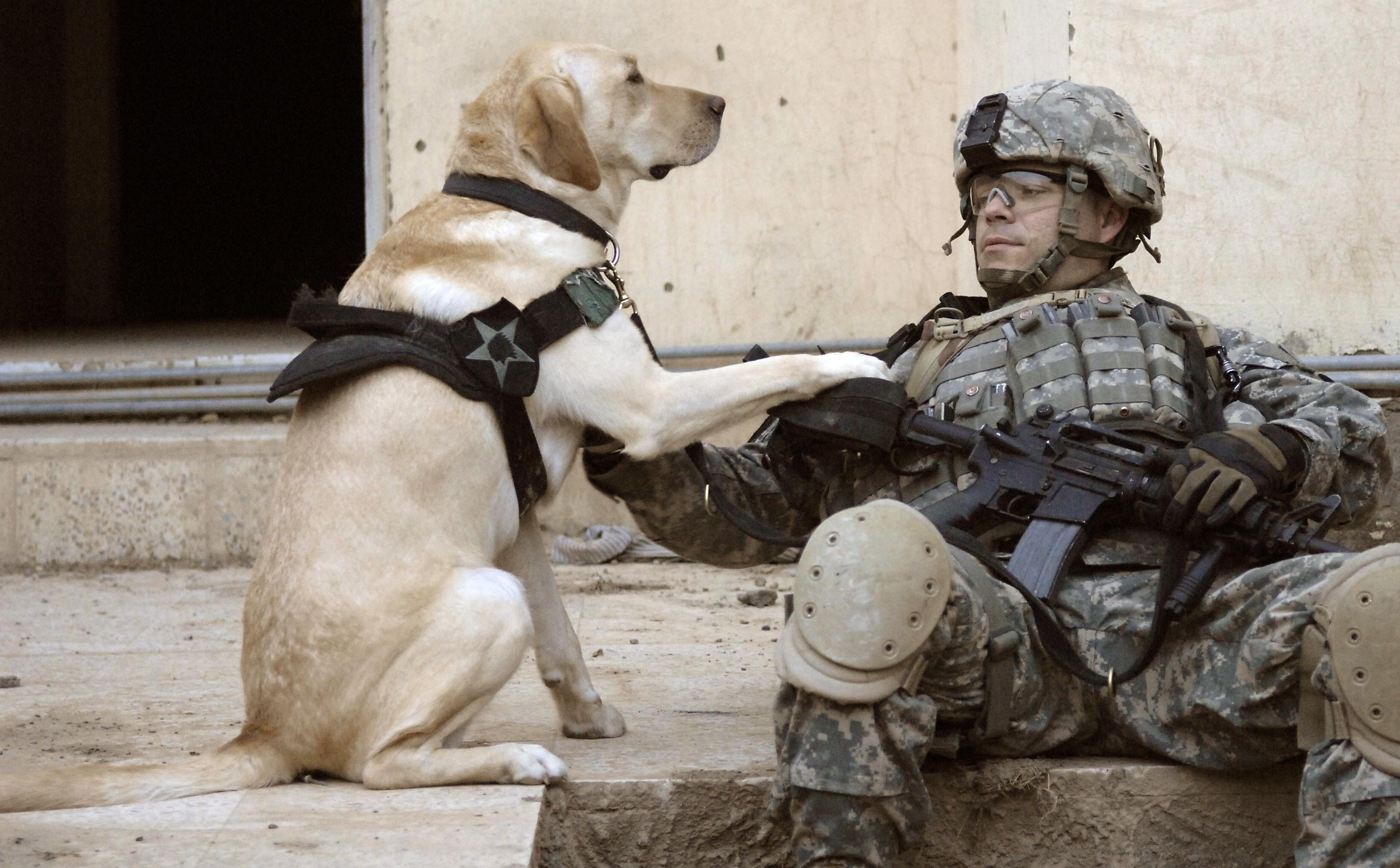
Um militar estadunidense com um cão farejador durante uma operação na cidade de Buhriz, no Iraque

O processo de domesticação fez com que os cães se adaptassem aos homens em todos os sentidos. Desse modo, estes animais adquiriram riqueza fônica superior à do lobo, alimentam-se das mesmas coisas e mudaram sua morfologia para acompanhá-los ao longo do tempo. No entanto, neste relacionamento perfeito, um detalhe precisa estar todo o tempo estabelecido: a hierarquia. Assim, fica claro ao cão que o homem é o dominante do líder canino da matilha, tornando tal estabelecimento possível devido a sua superior inteligência quantitativa. Deste ponto, é dever do ser humano, como líder, premiar boas condutas, castigar a desobediência, administrar os recursos essenciais e não usar de brutalidade. Isso dá ao cão a proteção e a certeza de que todas as suas necessidades serão satisfeitas, e acima disso, uma boa relação de convivência. Essa convivência explica que, ao longo dos tempos de mutualidade, foi possível obter-se um êxito tão grande no relacionamento entre duas espécies distintas, só comparadas com aquelas que precisam umas das outras para sobreviverem. Segundo estudos realizados na Universidade de Viena, a adaptação dos cães é devida ao fato de terem desenvolvido a habilidade de aprendizado por imitação. Habilidade esta que evoluíram e continuam a utilizar para evitar o aprendizado por tentativa e erro, considerado, na prática, mais arriscado. A pesquisa, que afirma esta ser uma característica comum em outros grupos animais, destaca a diferença canina no fato de terem crescido e se desenvolvido no meio humano ao longo dos anos. É inquestionável, portanto, e pode-se afirmar com segurança que a adaptação foi feita do cão ao homem e não em sentido contrário.

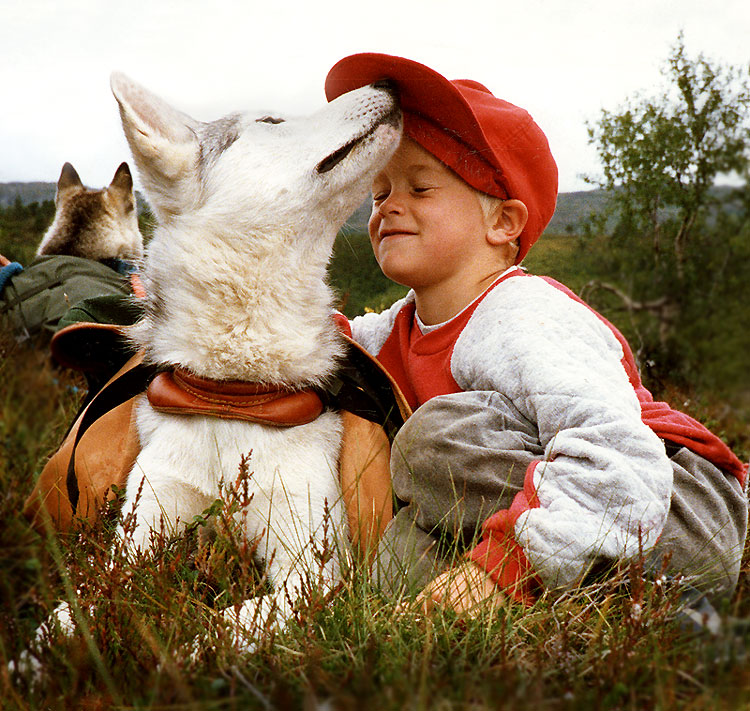
A utilidade de um cão para o ser humano só não é mais antiga que seu bom relacionamento e interação mútuos. Na imagem, um comportado husky siberiano

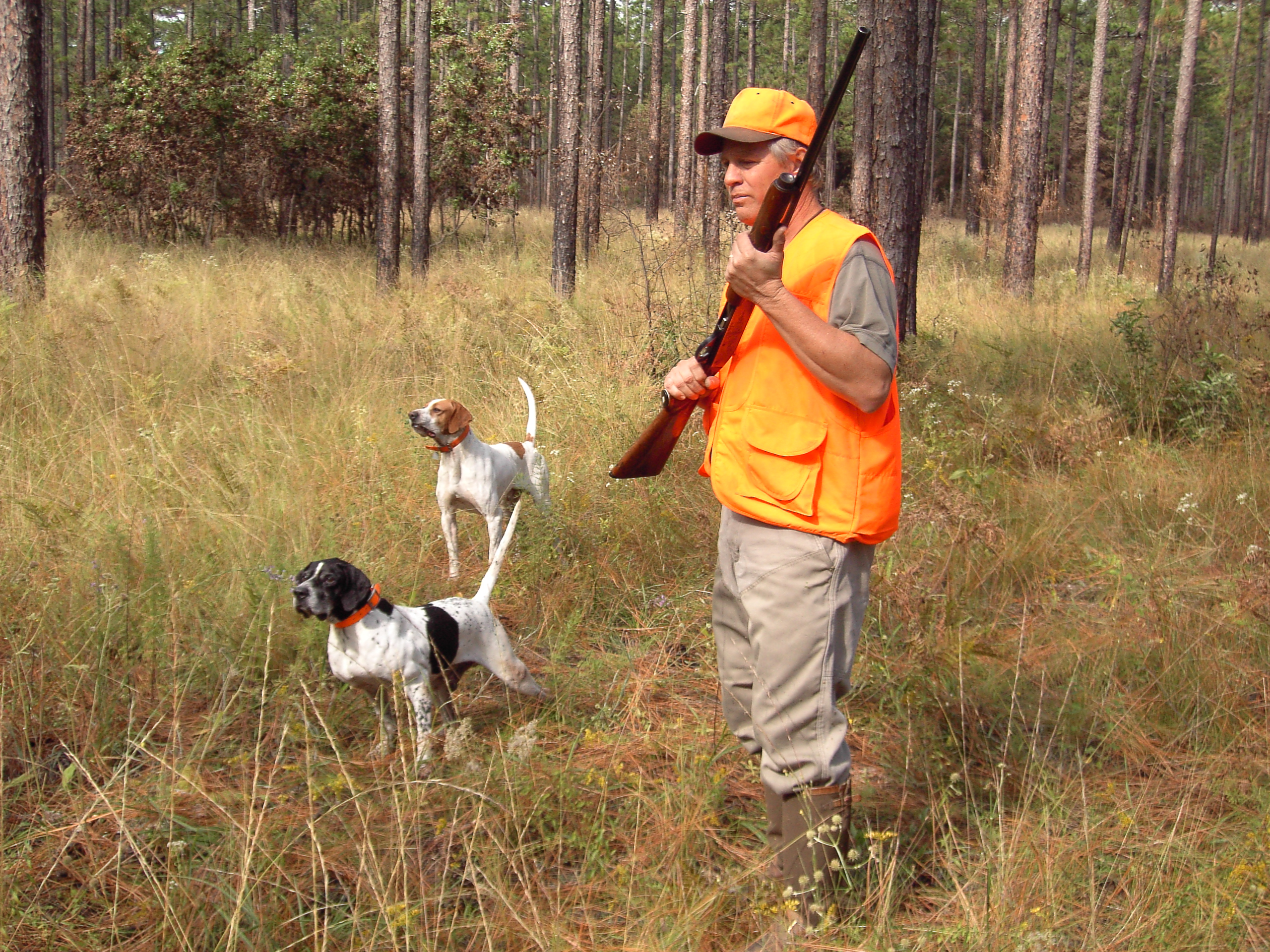
Com inteligência e uso sistemático de ferramentas, como armas de fogo e cães de caça, os humanos se tornaram os superpredadores mais bem-sucedidos do mundo

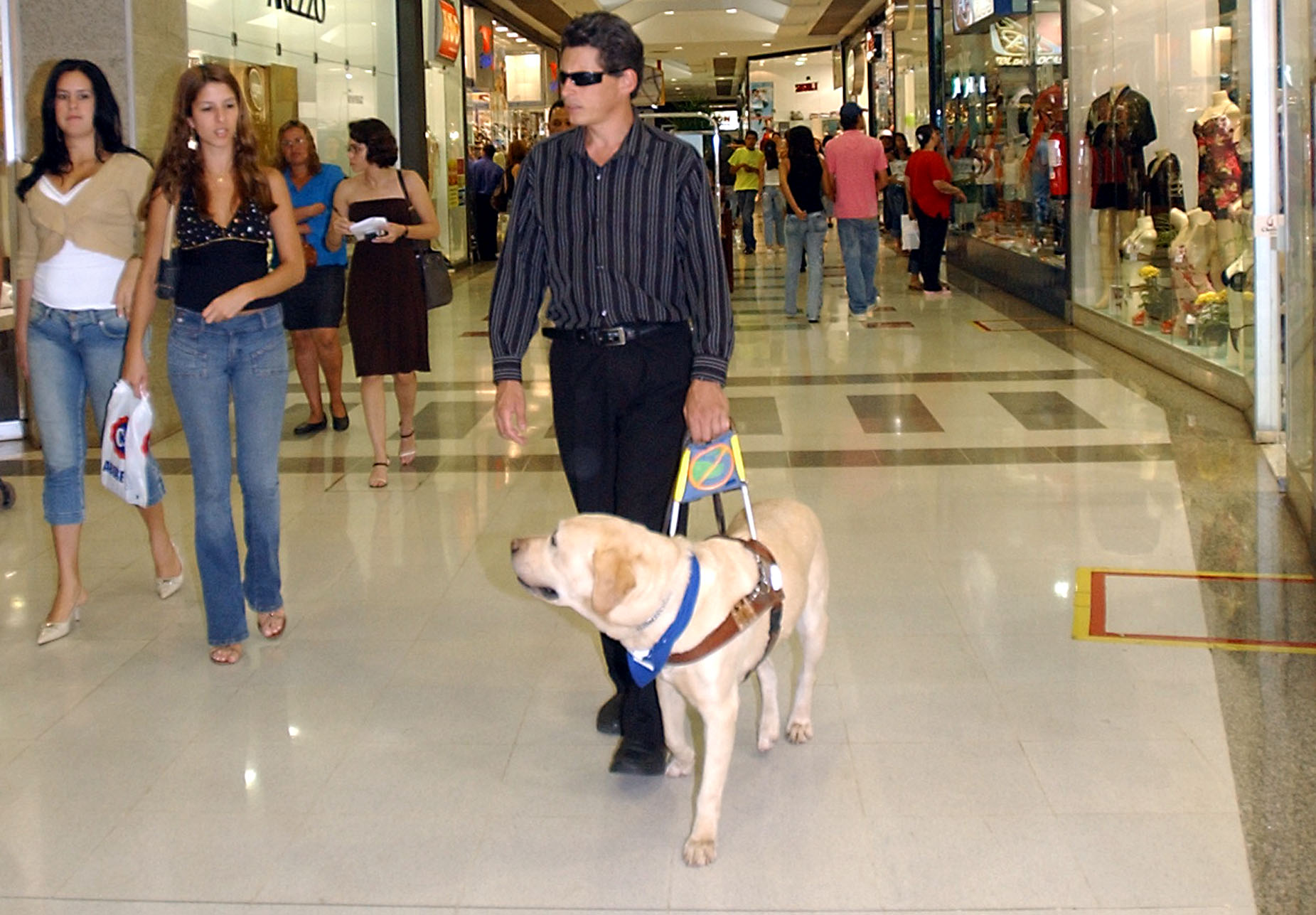
O labrador é também bastante utilizado como cão-guia de cegos e companhia

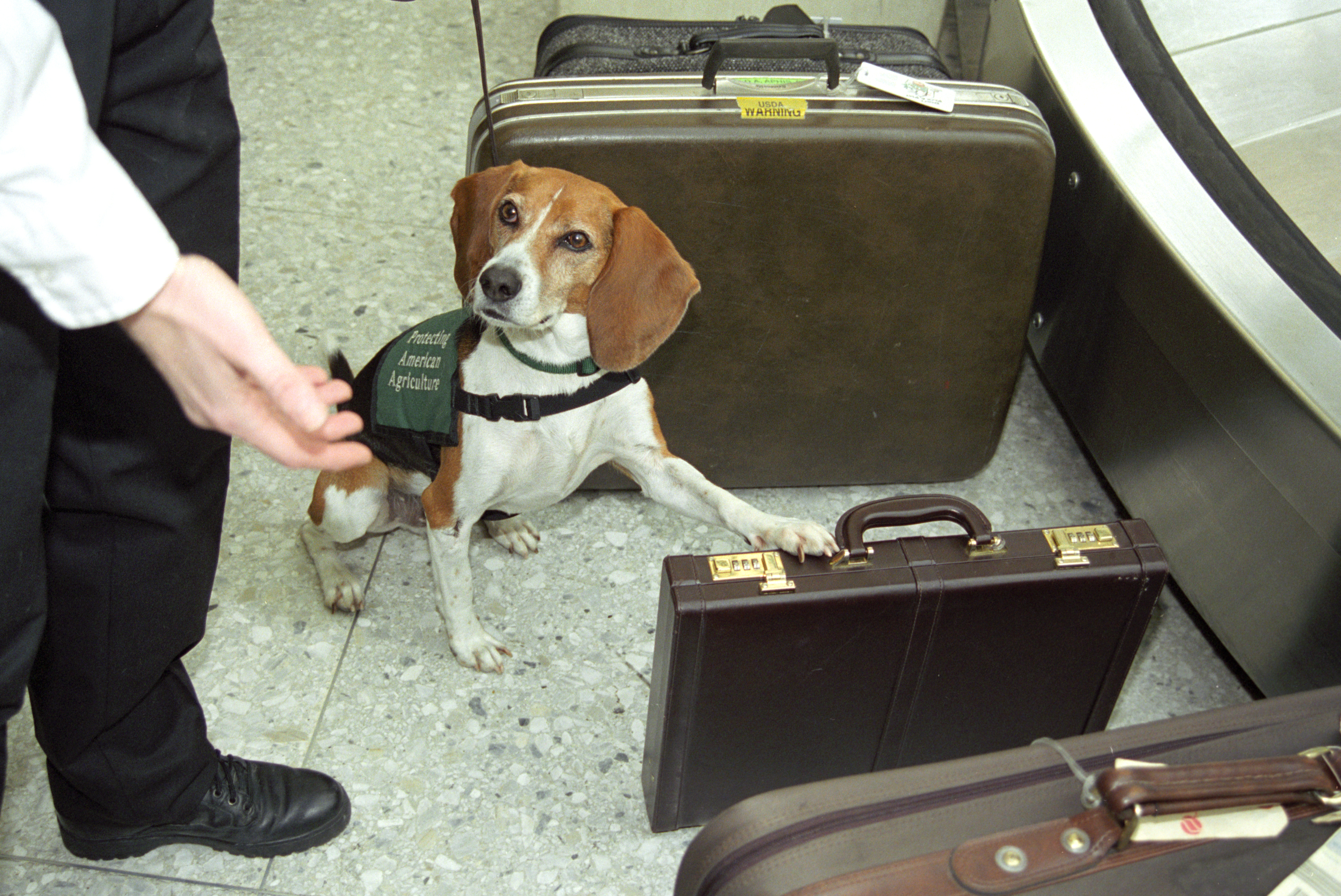
Um beagle empregado em aeroporto na busca por contrabando

Em termos práticos, o cão obtém dessa relação uma melhora em sua atitude quanto à sobrevivência, já que tem comida em abundância, evita a depredação e otimiza a qualidade reprodutiva; e também quanto à atitude social, pois se integra em uma mais ampla. Já o homem é ainda mais favorecido, pois melhora a segurança de seu grupo, as necessidades gregárias e por vezes as físicas e psicológicas.
Reconhecida e inegavelmente uma espécie domesticada, algumas raças de cães possuem características específicas que os fazem se destacar em algumas tarefas. Para desenvolver mais estas peculiaridades os cães normalmente são adestrados para obedecerem ao dono e para reagir corretamente a determinadas situações. Tal estrutura, elaborada pelo ser humano ao longo de seu convívio e interação com os caninos, só é possível devido ao comportamento do cão em relação ao homem e gerou certa variedade de classificação de suas raças, todas admitidas pelo órgão oficial máximo. Todavia, em toda classificação são postas as informações standard, que mostram o nome de origem do cão, seu padrão e suas eventuais variedades, bem como características comportamentais, de caráter, educação e utilização. Em suma, o standard é obtido através dos estudos da cinologia e apresenta a origem da raça e suas diferentes variedades admitidas, a aparência geral e o aspecto que deve ter sua estrutura externa: a cabeça, o pescoço, o corpo, os membros e a cauda. Como última característica, o standard evolui com o passar dos anos, estabelecendo padrões que se modificam de acordo com a evolução de cada raça seguindo os processos naturais e artificiais de reprodução.
Além destas várias funções, em geral desenvolvidas e utilizadas em conjunto com o ser humano, há ainda a provável mais antiga relação de afeição mútua, que transformou o cão no "melhor amigo do homem". Tal afirmação, apesar de considerada por muitos apenas uma crença popular, possui um início. Esta frase foi pronunciada pela primeira vez pelo advogado George Graham Vest, em um tribunal dos Estados Unidos, já que seu cliente, Charles Burden, dono de um galgo chamado Old Drum, descobriu que seu vizinho o havia assassinado sem motivo aparente e decidiu denunciar o fato. No julgamento, Graham então discursou:
Cavalheiros do júri: O melhor amigo que um homem possa ter, poderá se voltar contra ele e se converter em seu inimigo. Seu próprio filho ou filha, a quem criou com amor e dedicação infinita, podem demonstrar ingratidão. Aqueles que estão bem próximos de nosso coração, aqueles a quem confiamos nossa felicidade e bom nome, podem se converter em traidores.
Neste relacionamento homem e animal, o cão não se importa se seu dono reside em uma mansão ou na rua, qual a sua religião ou a cor de sua pele. Vasilhas com água limpa e comida, cuidado, carinho e respeito são o suficiente para conquistar a confiança dele, que por isso, recebeu o título de melhor amigo do homem, antes mesmo da frase ser dita pela primeira vez. Em retribuição aos cuidados, o canino está sempre disposto a acompanhar o humano, não difama ninguém e não se importa com a aparência dos outros. Por vezes, a ligação é tão forte, que se o dono adoece, o cão fica ao pé da cama lhe esperando levantar. Um dos exemplos dessa forte ligação foi a menina ucraniana Oxana Malaya, a chamada garota-cachorro. Cuidada e criada por cães, adaptou-se ao ambiente no quintal de casa e viveu cinco anos como membro da matilha. Por estas razões, é tido como integrante da família por muitas pessoas e, por suas habilidades adquiridas, é um grande ajudante nas mais variadas tarefas. Por outro lado, há a desconfiança de que o cão não seja um animal de estimação, mas sim um evoluído parasita. Tal afirmação advém do fato do canino se adaptar completamente para satisfazer a necessidade biológica que o ser humano tem de cuidar de outro ser dependente e o tornar familiar, como também estar sempre perto quando o homem se sente só, aflito ou inseguro, e por, aparentemente estar no controle, pois o homem lhe dá comida quando sente fome, o leva ao veterinário quando está doente e lhe dá atenção quando pede.

### Alimentação

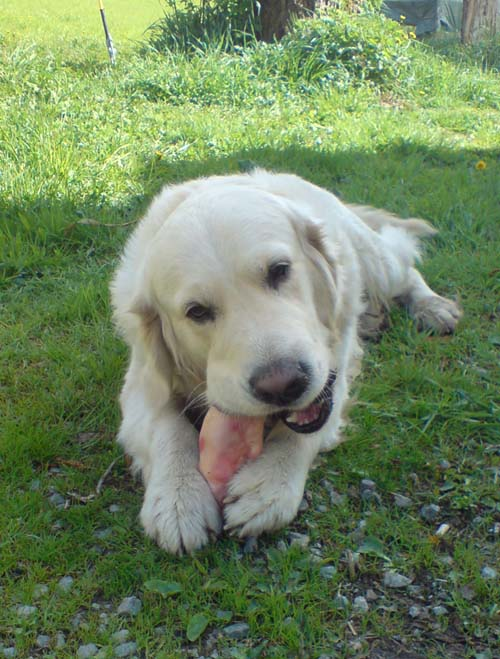
Um cão comendo a pata de um porco

Como onívoro, faz parte da dieta de um cão boa parte do que come um ser humano. No entanto, sua alimentação balanceada é mais facilmente mantida por meio das rações industrializadas e devem ser oferecidas de acordo com tamanho, idade e atividades que o animal executa. A comida caseira também pode ser dada, mas a complicação de atender às exigências nutricionais é maior, estraga com rapidez e pode causar tártaro ao animal. Outra vantagem que a ração apresenta é o fato de ser dura, o que promove o atrito e a limpeza dos dentes, já que o tártaro pode causar inflamações, perda de dentes e até mesmo doenças graves.
Em 2009, como reflexo da má alimentação dos domésticos, foi constatado, pela Associação de Prevenção à Obesidade dos Animais de Estimação, que 45% do cães e 58% dos gatos estão acima do peso ou obesos, em geral refletindo a condição física de seus donos. Como consequência deste quadro, os animais estão desenvolvendo, de acordo com veterinários, problemas coronarianos, displasia, pressão alta, artrite, diabetes, aumento no risco de derrames e câncer. Como solução, foi apontada a união da dieta equilibrada e os exercícios físicos.

## Grupos de raças

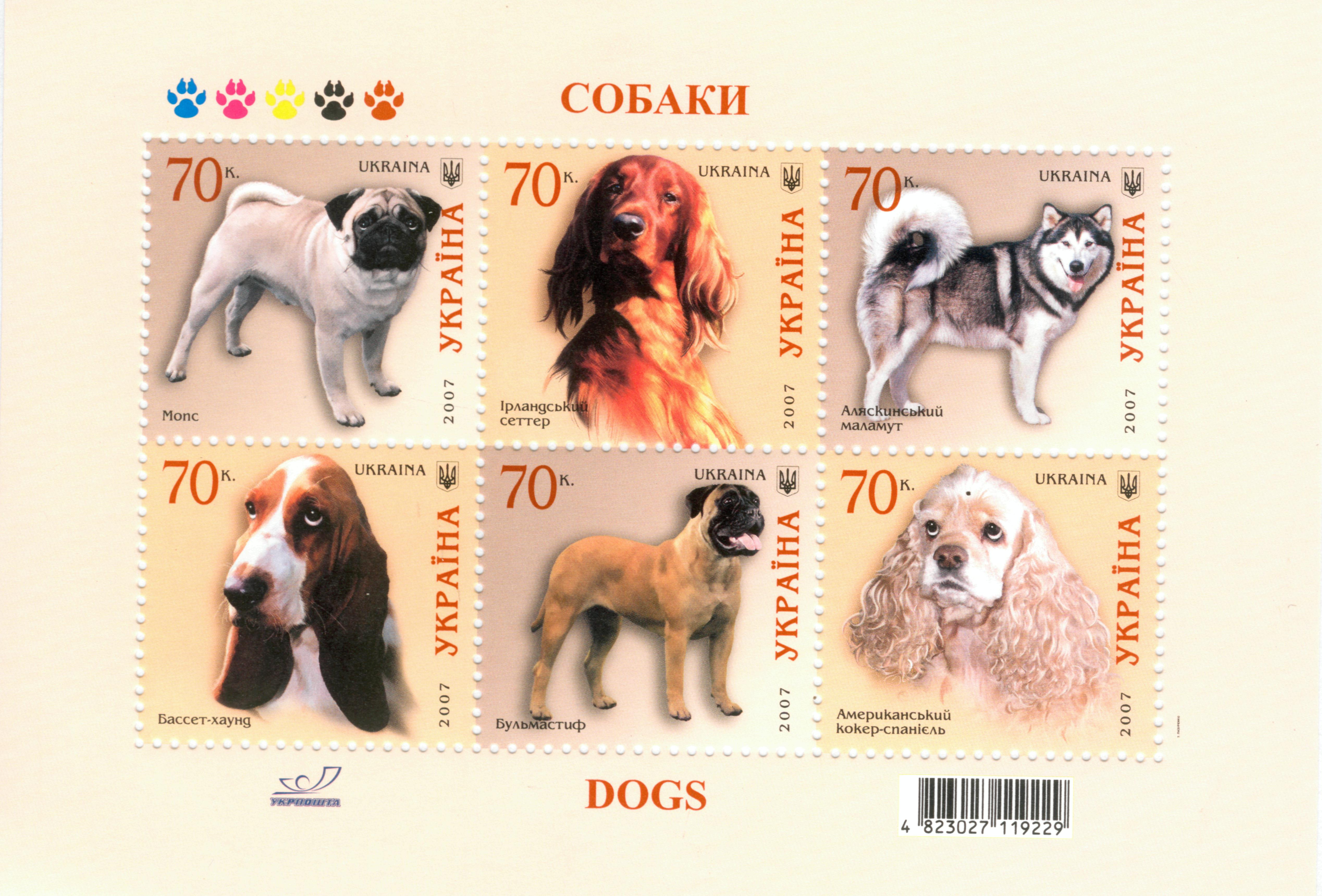
Bloco comemorativo ucraniano em homenagem aos cães. Na imagem estão presentes seis diferentes raças de seis diferentes grupos caninos

Diferentes kennel clubes independentes ao redor do mundo possuem diferentes formas de organizar suas raças reconhecidas em grupos, variando quanto ao número de grupos e nomes dos mesmos, critérios de classificação e número de raças reconhecidas pelo clube em questão.
De acordo com a Federação Cinológica Internacional (em francês:  Fédération Cynologique Internationale. FCI) — uma das maiores organizações cinófilas internacionais, cujo principal kennel clube do Brasil (CBKC) é membro — classifica dez grupos de raças considerando "os cães que realizam o mesmo tipo de trabalho ou que tenham a mesma semelhança física, a fim de que os cinófilos possam ter mecanismos facilitados para julgamento da estrutura e dinâmica dos exemplares de cães apresentados em exposições de beleza e fundamentalmente, organizar aquelas raças que, com particularidades e utilidades similares, sejam facilmente identificadas pela sua função":
- Grupo 01: cães pastores e boieiros (exceto boieiros suíços)
- Grupo 02: tipo pinscher e schnauzer, molossóides e boieiros suíços
- Grupo 03: terriers
- Grupo 04: dachshunds
- Grupo 05: spitz e do tipo primitivo
- Grupo 06: sabujos farejadores e raças semelhantes
- Grupo 07: cães apontadores e de parar
- Grupo 08: cães d'água, levantadores e retrievers
- Grupo 09: cães de companhia
- Grupo 10: lebréus ou galgos
- Grupo 11: raças não reconhecidas pela FCI, grupo avulso criado pela CBKC apenas no Brasil, inclui raças que são reconhecidas por clubes que não fazem parte da FCI, e raças brasileiras ainda em processo de reconhecimento.

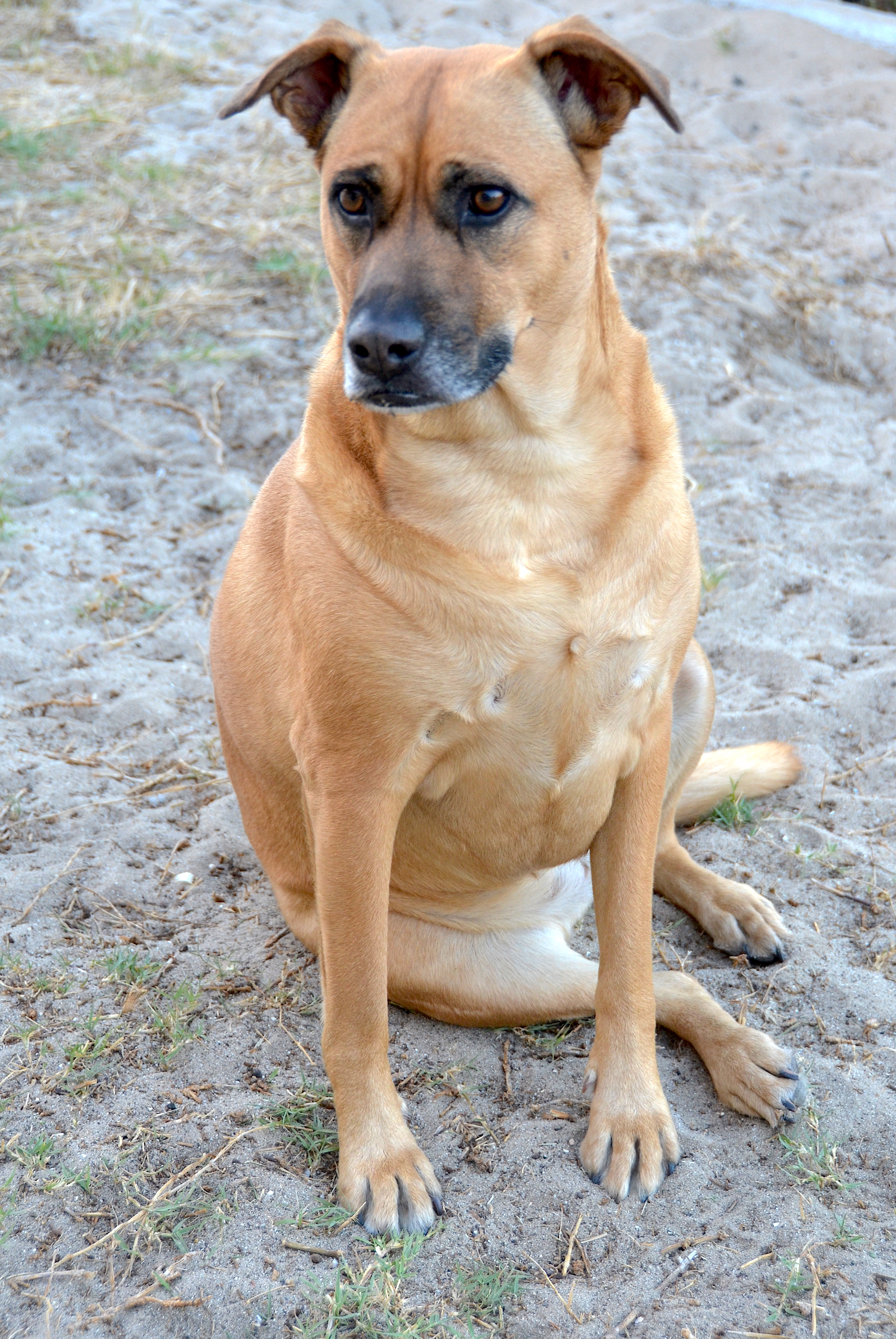
Exemplo de um vira-lata

Dentro destes grupos da FCI estão mais de trezentas raças reconhecidas pela federação ao redor do globo, que, por suas funções, dividem-se em um número variado de categorias, como de guarda, de tiro e caça, de utilidade, de luxo e de companhia. Entre as raças mais populares do mundo, eleitas no ano de 2009, estão o labrador retriever, considerado amigável e boa companhia para as crianças; o golden retriever, dito simpático, gentil e brincalhão; o yorkshire terrier, classificado como ativo e protetor apesar de seu diminuto tamanho; o pastor alemão, que figura como uma das raças mais inteligentes e leais; o beagle, visto como grande farejador; o dachshund, de corpo exótico; o boxer, ativo e leal; o poodle, ativo e companheiro; o shih tzu, dito excelente companheiro; e o schnauzer miniatura, visto como esperto e amável.
Há ainda o vira-lata (Brasil), ou rafeiro (Portugal), denominações dadas aos cães ou gatos sem raça definida (SRD), como são geralmente referenciados em textos veterinários. Em geral são considerados sem raça definida os mestiços, descendentes da mescla natural e desordenada de diferentes raças.

## Problemas de saúde
A saúde de um canino doméstico inclui uma boa alimentação, exercícios, um ambiente equilibrado e o acompanhamento veterinário:

### Doenças

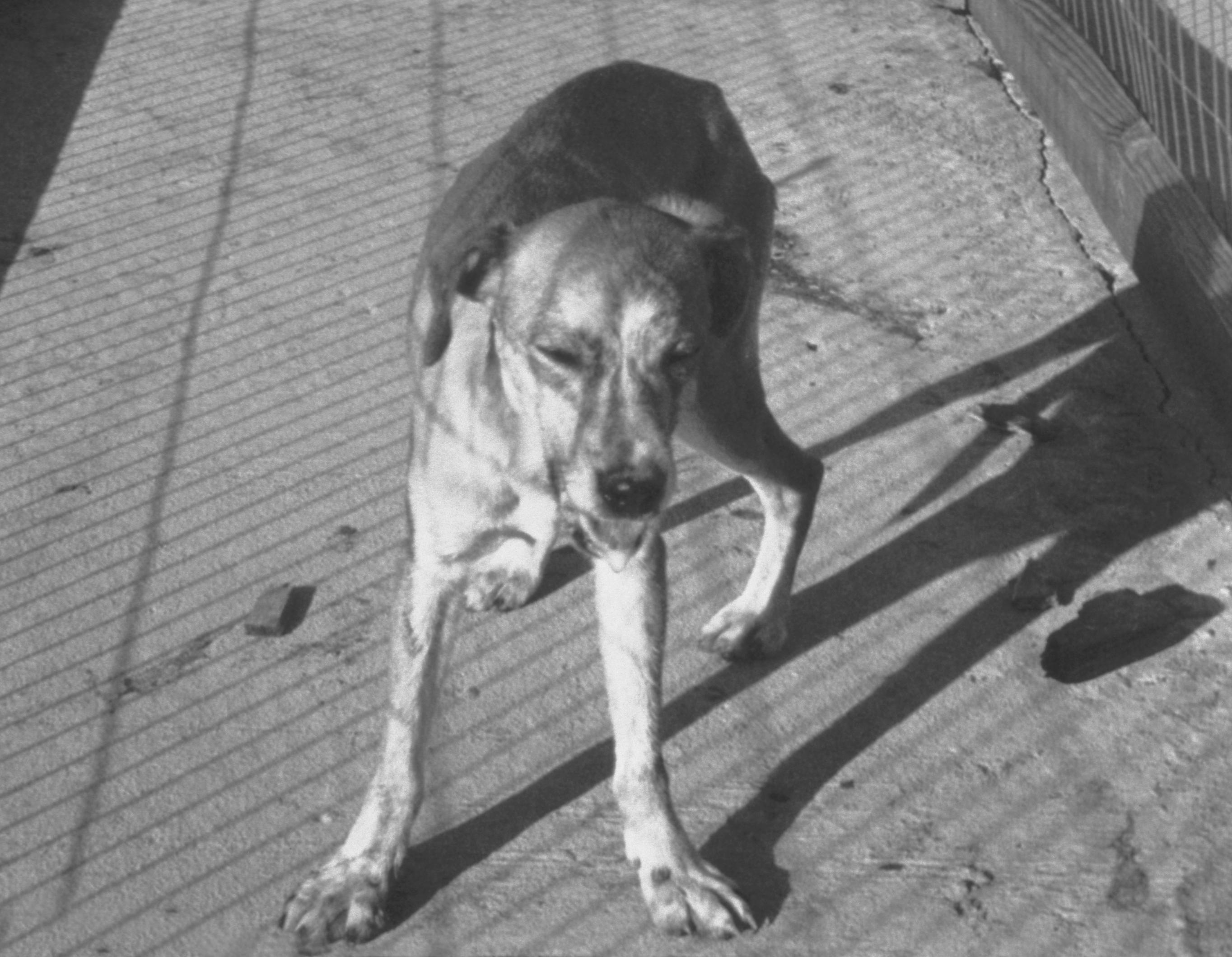
Um cão apresentando sintomas da raiva

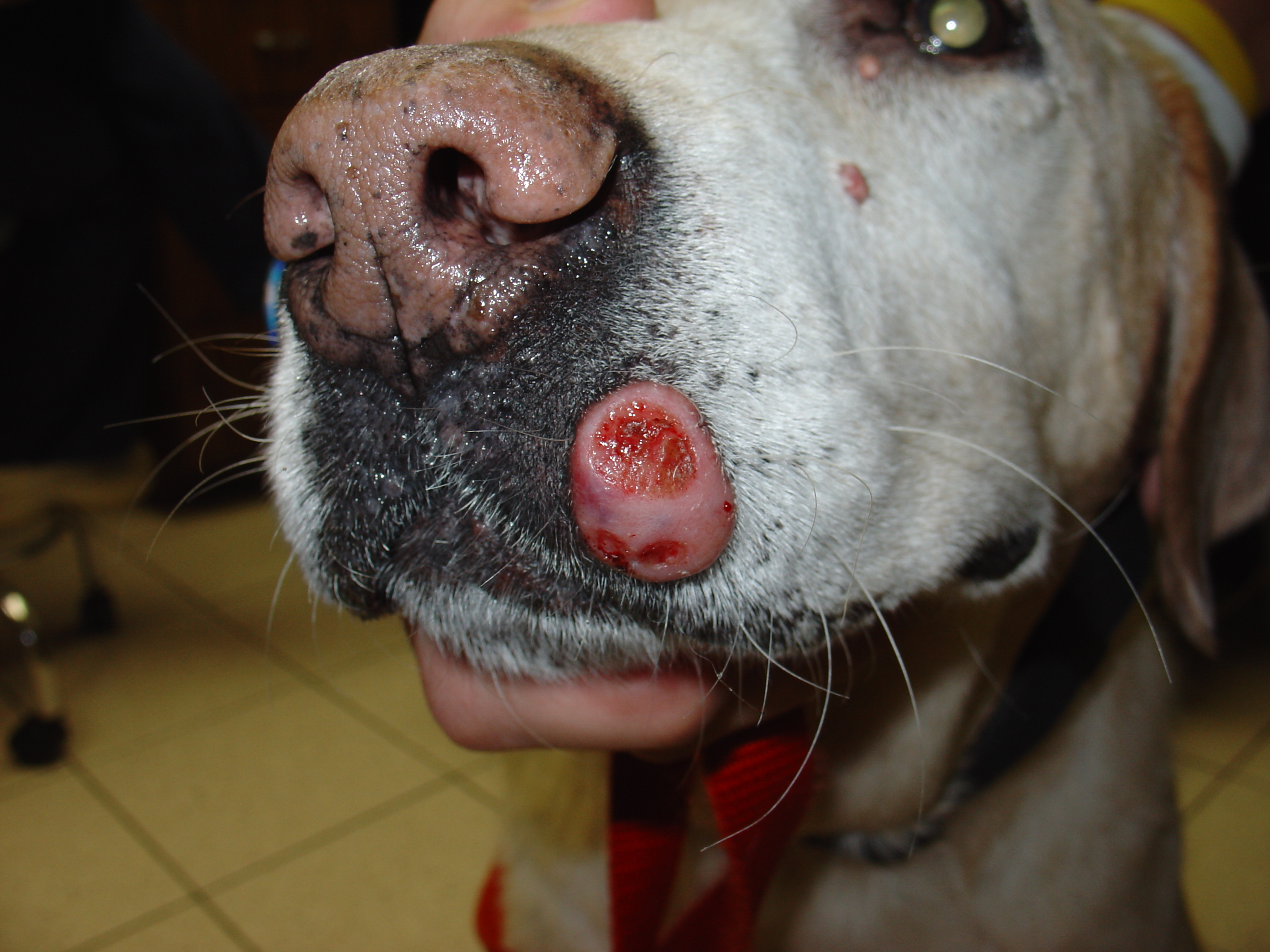
Tumor de mastócitos ulcerado no lábio de um labrador retriever de 13 anos

Entre as doenças que os cães podem ter, algumas se destacam por serem transmitidas aos seres humanos e outros mamíferos, como as dermatofitoses, as intoxicações por salmonella, a leptospirose e a raiva, que atinge o sistema nervoso. Tais enfermidades são denominadas zoonoses e tratáveis por meio da vacinação, higiene e tratamento da doença em si. Crianças e idosos são mais suscetíveis a estes problemas devido ao sistema imunológico debilitado ou pouco desenvolvido. Todavia, dependendo da progressão e da demora no diagnóstico, nem todas apresentam-se curáveis.
Para os caninos em si, que se resfriam como muitos outros animais, existem sete doenças comuns e fatais, que também podem ser evitadas através de vacinação anual ou combatidas por meio de fortes tratamentos: a tosse canina, doença infecto-respiratória causada por uma bactéria, é tratável com antibióticos e comum onde muitos cães vivem juntos; a coronavírus, contraída quando um cão entra em contato com as fezes ou outras excreções de espécimes infectados, causa apatia e vômitos, e é tratada com abundância de líquidos e medicação; a cinomose, vista como a doença infecciosa mais fatal, é causada por vírus transmitido diretamente pelo ar, com tratamento eficaz apenas no primeiro de seus dois estágios e se em cães de sistema imunológico saudável; a hepatite infecciosa canina, doença viral espalhada por contato direto, causa febre, inchaço das amígdalas e dores estomacais, e é tratada com medicação adequada e tratamento intravenoso, cujos resultados aparecem em quatro dias; a leptospirose, causada por bactéria e transmitida através da urina, causa febre, depressão, letargia e perda de apetite, além de úlcera na boca e na língua, e tem como tratamento a internação e o uso de antibióticos; a parvovirose, doença altamente contagiosa que se espalha através das patas, pelo, saliva e fezes de um cão infectado ou por sapatos de pessoas, é considerada altamente fatal nos filhotes, tem como sintomas a diarreia aguda e o dano ao músculo cardíaco, e seu tratamento é feito através de medicação adequada e a obrigatória esterilização do ambiente, para que o cão não adoeça novamente com maior gravidade.
Em geral, a higiene, a boa alimentação e um acompanhamento veterinário evitam ou diminuem os efeitos danosos destes problemas físicos em cães domésticos. Psicologicamente, um dos maiores problemas sofridos por estes animais é a depressão, que se manifesta em forma de agressão, quietude ou histeria. Em pesquisa liderada pela espanhola Belen Rosado, constatou-se que a maior causa da agressão e dos latidos caninos são a depressão, em geral advinda de uma vida muito sedentária, o que os estressaria. Os exames realizados apontaram baixa de serotonina e alta de cortisol, causadores da desestabilização emocional. Para os veterinários, apenas o exercício físico e a companhia seriam capazes de amenizar ou eliminar este problema.

### Predação e maus tratos

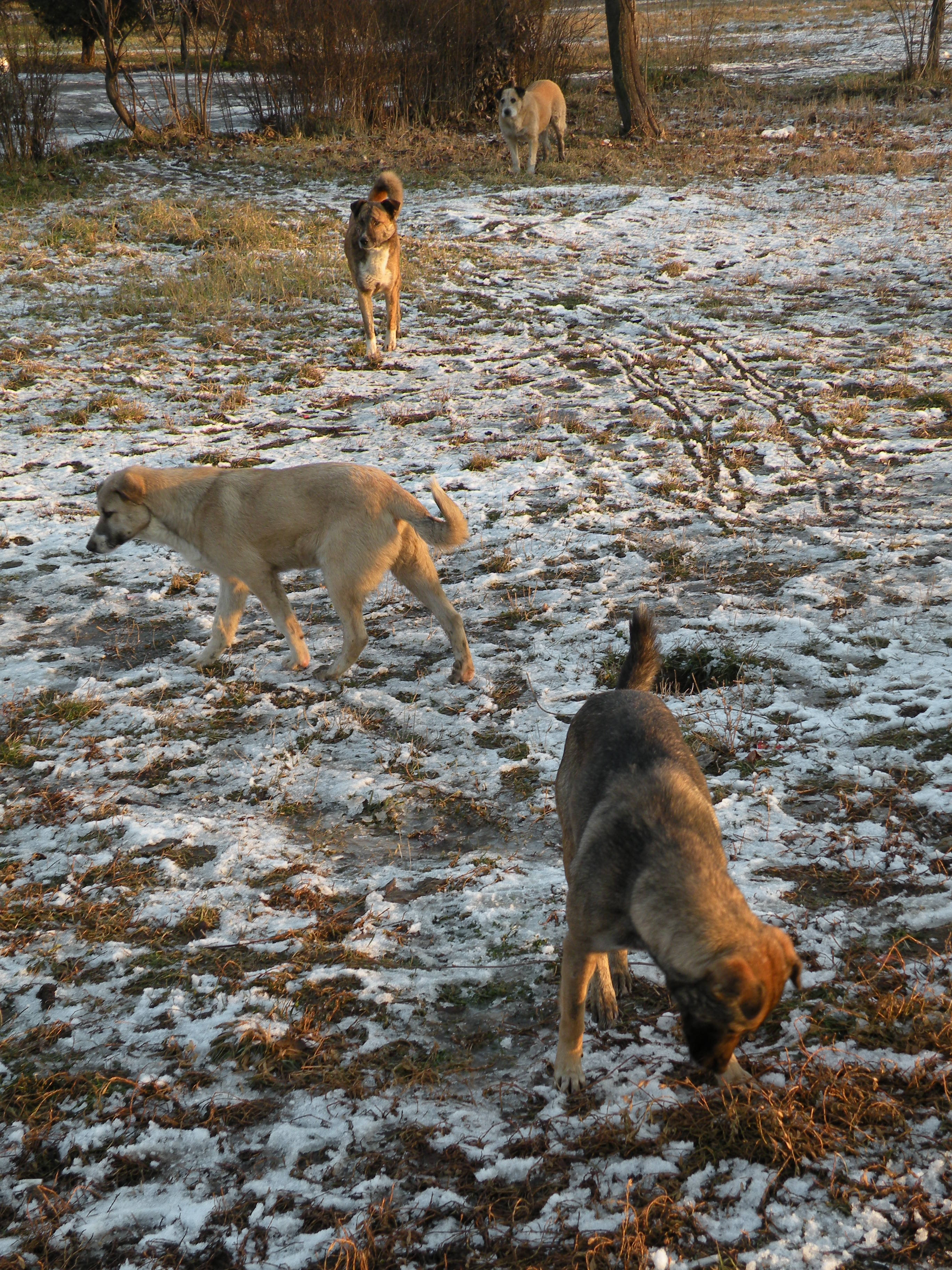
Pequeno grupo de cães ferais da cidade de Bucareste, na Romênia. Apesar dos hábitos noturnos e de permanecerem escondidos, alguns da matilha são vistos durante o dia

Existem, em território urbano, uma classificação que divide a presença canina em quatro. Nas três primeiras, encontram-se os domésticos totalmente supervisionados, os semissupervisionados e os de vizinhança, todos sob os cuidados dos humanos. Já na última, tem-se os chamados ferais, independentes e irrestritos, que formam matilhas de dez a quinze indivíduos que não interagem com os homens.
Esta classe canina interfere diretamente no equilíbrio do ecossistema que ocupa. Por se manterem afastados de grupos humanos obtêm sua subsistência a partir de resíduos dispersos na periferia das cidades e da caça a animais de reservas e matas circunvizinhas. Nas ocasiões em que ocorrerem contatos com seres humanos e outros animais de estimação, os riscos de agravos são maiores que com os demais estratos populacionais, por manifestarem agressividade mais acentuada que os próprios animais selvagens. Em contrapartida, estes animais apresentam altas taxas de mortalidade e baixas de reprodução. Possuem o instinto da caça desenvolvido e não são seletivos, pois variam desde pequenas presas anfíbias a grandes mamíferos de cerca de 10 kg. Considerados um dos principais predadores da vida selvagem nativa em áreas protegidas em todo o mundo, estes cães são agressivos tanto com seres humanos quanto com outros animais. Possuem hábitos mais noturnos e não matam apenas para alimentação. Suas populações não são vacinadas contra raiva e outras doenças transmissíveis, o que as torna transmissoras potenciais de vírus, representando um perigo para a vida selvagem e para o ser humano, caso entre em contato com um. Tal comportamento e o perigo que representam às sociedades e a outros animais, deixa como solução apenas a sua erradicação.
Por outro lado, o relacionamento com o homem não se reduz a bom ou agradável. Há casos de pessoas atacadas por seus animais domésticos e casos de pessoas que maltratam, quando não seus próprios caninos, os de outros ou de rua. Do homem para o animal existem diversos tipos de maus tratos, desde a direta agressão física ao uso abusivo de seus bichos em rinhas e como cobaias. São ainda postos em gaiolas minúsculas, sem higiene e alimentação. Tais agressões são consideradas, em determinados países, como violação ao direito dos animais e preveem punição legislativa. Abandonar cães doentes e idosos também é considerado crime. No Brasil, a lei protege os animais desde 1934, pelo decreto lei Nº 24 645, de julho, e mais tarde, a lei de crimes ambientais nº 9 605, de 16 de fevereiro de 1998, reforçou este decreto e especificou várias violações e penalidades de detenção para aqueles que praticam crimes contra os animais:
Artigo 32 da Lei Federal nº. 9 605/98: É considerado crime praticar ato de abuso, maus-tratos, ferir ou mutilar animais silvestres, doméstico ou domesticados, nativos ou exóticos. (...) quem realiza experiência dolorosa ou cruel em animais vivos, ainda que para fins didáticos ou científicos, quando existirem recursos alternativos. (...) se ocorrer a morte do(s) animal(s).

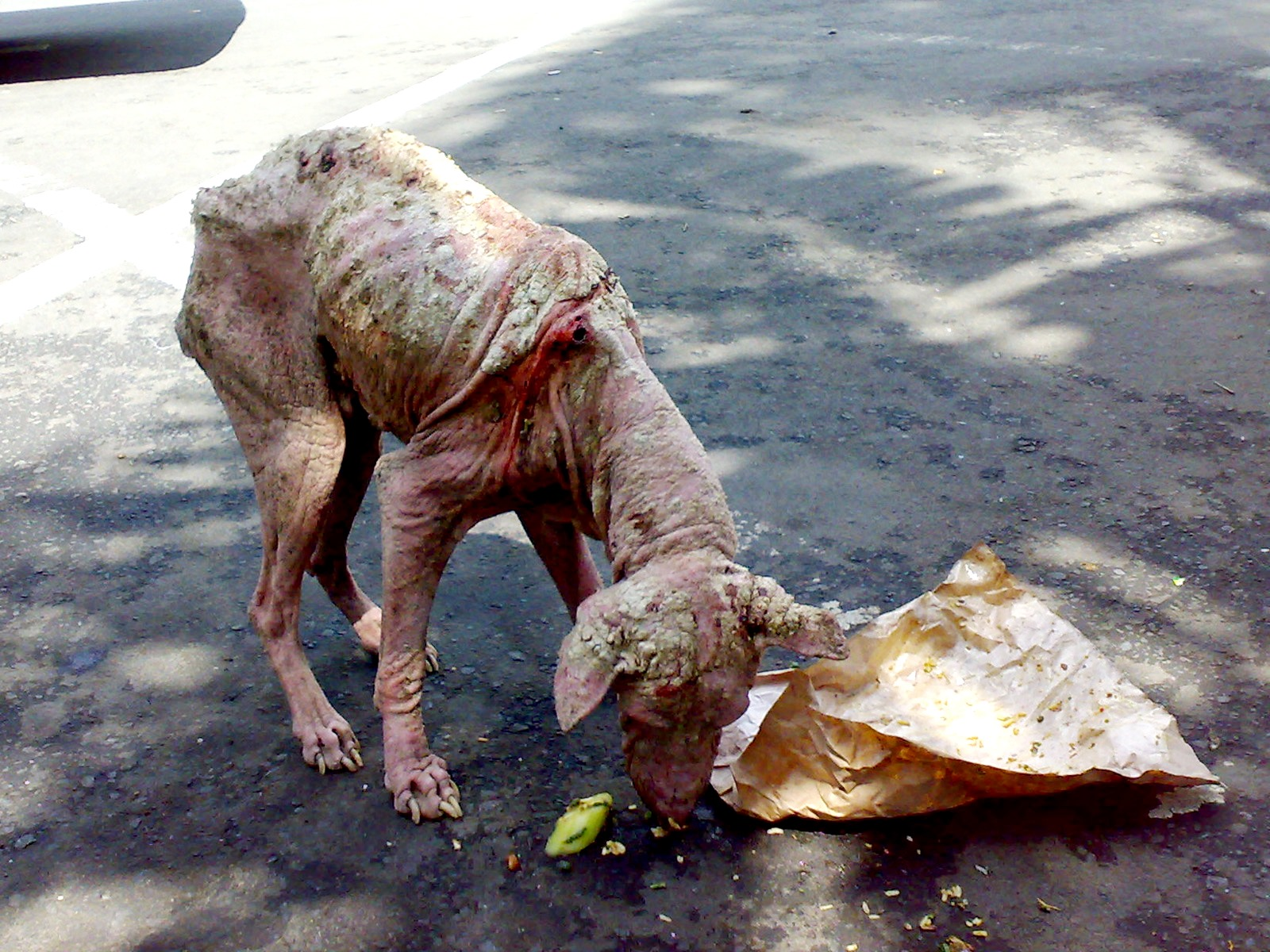
Doentes ou mutilados, cães são abandonados nas ruas por seus donos. Podem tornar-se disseminadores e risco à saúde pública. O abandono é considerado crime em alguns países

Em Portugal constituem crime "todas as violências injustificadas contra animais, considerando-se como tais os actos consistentes, sem necessidade, se infligir a morte, o sofrimento cruel e prolongado ou graves lesões a um animal." e abandonar "os animais doentes, feridos ou em perigo" de uma forma geral. Essas medidas gerais de proteção foram decretadas pela Assembleia da República nos termos dos artigos 164.º, alínea d), e 169.º, n.º 3, da Constituição.
O controle de animais é feito pelo órgão responsável pelo controle de agravos e doenças transmitidas por animais, chamadas zoonoses, através do controle das populações de animais domésticos (cães, gatos e animais de grande porte) e controle de populações de animais sinantrópicos, como os ratos e os pombos. São geralmente órgãos governamentais credenciados pelos ministérios da saúde. Relacionado aos cães, os centros de controles de animais, além de efetuarem o recolhimento dos abandonados nas ruas e a castração por exemplo, também promovem campanhas de adoção dos bichos recolhidos, em geral saudáveis, vacinados, castrados e vermifugados.

## Impacto cultural
É de tempos que o cão se relaciona com o homem. Através deste convívio, observam-se momentos positivos e negativos. Na cultura, povoa a realidade com heróis, companheiros de passatempo e de trabalho, os sonhos e como úteis cobaias; na Mitologia, o canino também está presente, desde a ocidental à oriental; e, na ficção, figura em filmes, desenhos animados, seriados de televisão, livros e revistas:

### Filosofia
De entre os discípulos de Sócrates uma corrente de pensamento passou à história com o nome de cinismo, que deriva do Ginásio Cinosargos, onde pregara Antístenes de Atenas ou, segundo outros autores, da palavra em grego para cão (Kynos), que seria o animal que seus adeptos tinham por exemplo como forma de vida ideal — na busca pela felicidade o homem só a obtém pela vida simples, com desprezo pelas riquezas e prazeres. O cínico mais notável foi Diógenes de Sínope que, além da corrente filosófica de nome "canino" também se identificava com o cão: conta-se que ele, morando num tonel, foi saudado por Alexandre Magno; este apresentou-se como um rei de quem as pessoas imputavam certa fama. Diógenes respondera-lhe ser "um cão, de quem dizem alguma coisa"; questionado pelo imperador por que se dava um nome tão "baixo", este respondera ser "porque eu adulo os que me dão, ladro contra os que me recusam e mordo os maus".

### Artes e sociedade

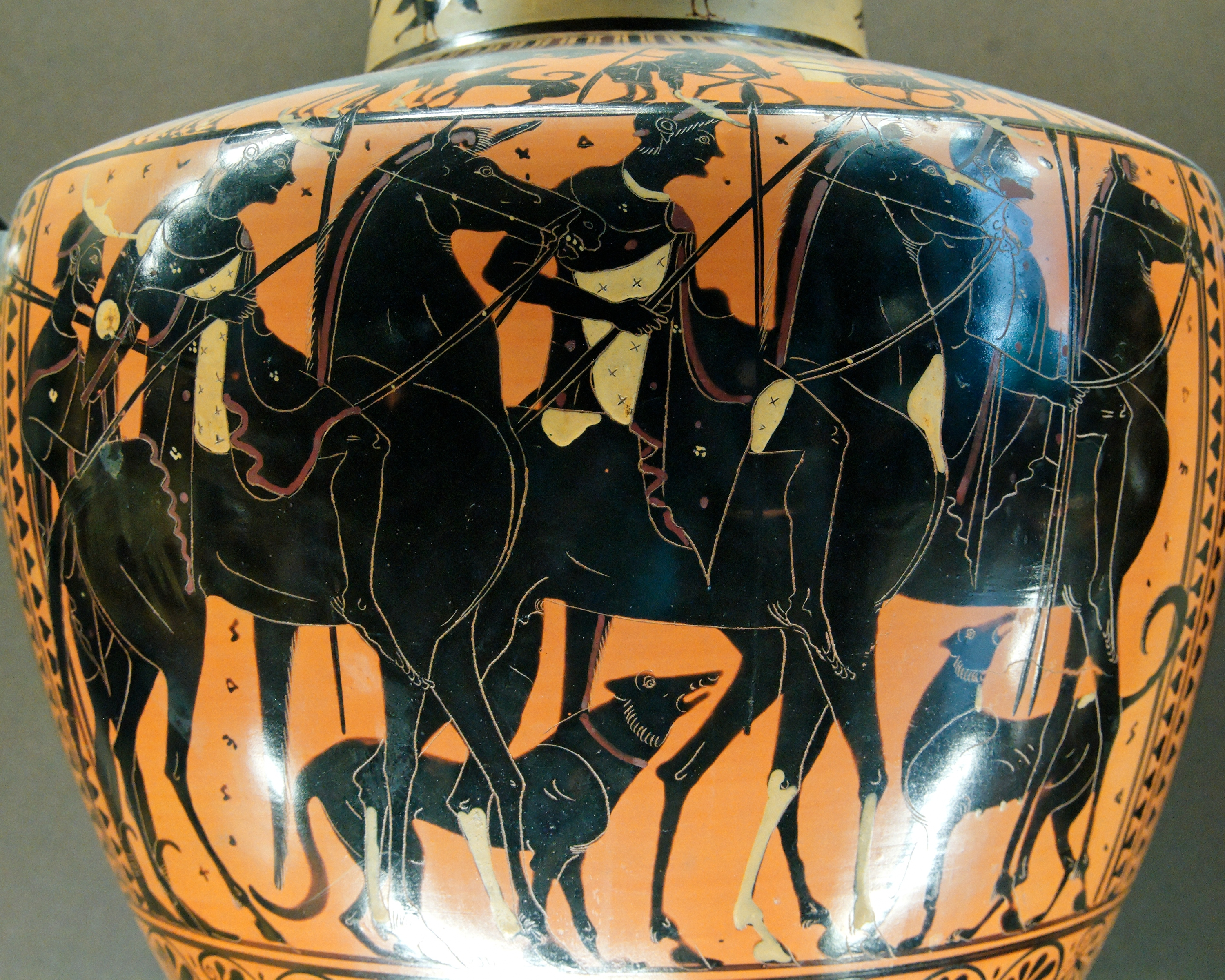
Em jarros da Grécia Antiga cães de caça eram retratados ao lado de seus donos, que exibiam os animais abatidos

Enquanto presença na sociedade humana, uma das primeiras aparições do cão como parte da produção cultural foi nas belas artes, figurando das pinturas às esculturas antigas. Na Pré-História, cerca de 4500 a.C, surgiram as primeiras pinturas rupestres com os cães de caça, cujas aparências não se assemelhavam a nenhuma raça atual. Contudo, no Egito Antigo, a semelhança pôde ser percebida em algumas ilustrações. No Ocidente, durante o período do Império Romano, o canino figurou na cultura e foi retratado na produção artística como o guardião do lar, feroz e dedicado ao dono. Já na Idade Média, regrediu à Pré-história e passou a ser fundamentalmente um cão de caça, voltando a estar quase ausente de todas as manifestações pictóricas, provavelmente em virtude da má imagem que os artistas tinham nessa época de bichos vadios, agressivos, perigosos e esfomeados, que alimentavam-se de cadáveres. Por esta razão, figuravam apenas em pinturas de suas matilhas caçadoras. Foi no Renascimento que a imagem do canino se humanizou, pois surgiu neste período o cão de companhia. Estes eram pintados em quadros ao lado de suas donas, apresentando-se menores que os anteriores caçadores. Foi durante o século XVI que foram representados em abundância nas artes. No século seguinte, o cão ganhou quadros para si, assumindo o papel principal da reprodução artística. Foi nesse período que surgiram os artistas especializados em retratar animais, como o francês François Desportes, e as pinturas realistas, tanto da anatomia, quanto das expressões. Pouco mais de cem anos adiante, os cães ganharam imagens quase sentimentais nas pinturas, conquistando espaço como símbolo de admiração e inspiração. Todavia, foi apenas no século XX que atingiu sua plenitude como animal de companhia, figurando em pinturas sendo acariciados por suas donas em passeios de gôndola ou sobre almofadas de seda.

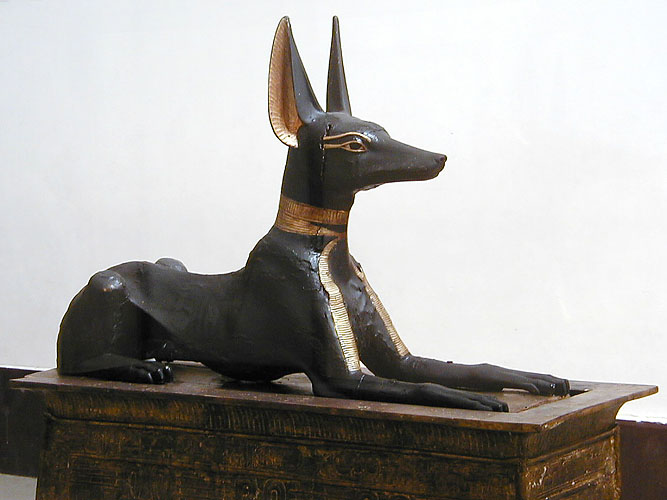
Uma estátua agachada ou "reclinada" de Anúbis como um lobo preto (do túmulo de Tutancâmon)

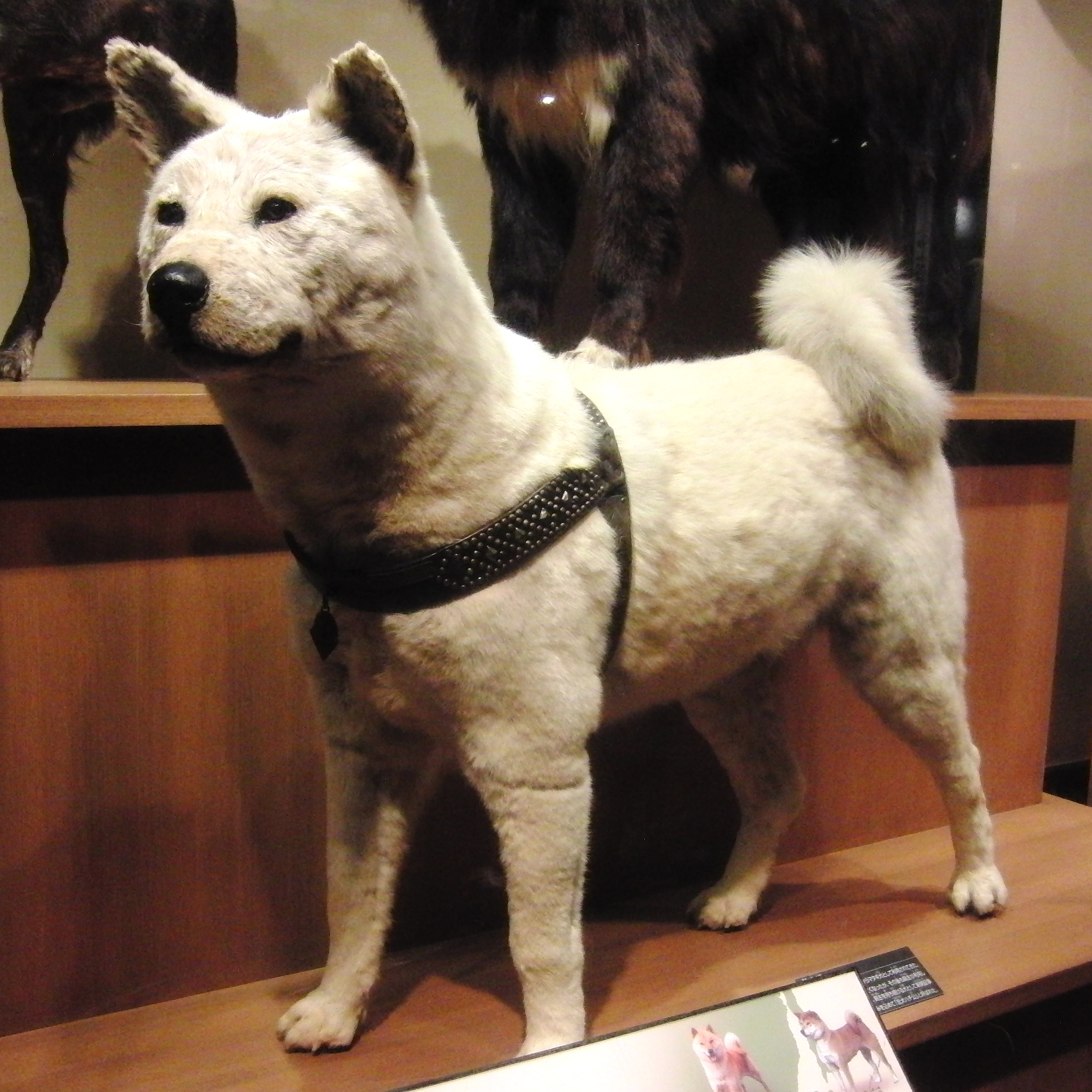
Hachikō exposto no Museu Nacional de Ciência do Japão em Ueno

Na produção de esculturas, a presença canina também foi grande. Começou ainda na Pré-História, representados em potes de barro, nos quais apareciam animais com um abdómen exagerado e patas curtas. Adiante, na produção pré-colombiana, passaram a ter os traços da divindade à qual se encontravam associados, dando à produção escultural a expressão do mundo espiritual e místico. No Egito, o cão representava a figura do Deus Anúbis, além de aparecer em obras de calcário e em baixo relevo, quando esculpidas as matilhas. Na Ásia, foi também esculpida a divindade do cão-leão, que figura em entradas de templos. Apesar de presente em esculturas de distintas culturas, somente na produção assíria o ato de esculpir os cães ganhou qualidade. Eram desenhados a sós ou em grupos, mas sempre com sutileza de traços. Nas antigas Roma e Grécia, estes traços foram aperfeiçoados para proporcionar um realismo quase perfeito, ainda que não tivessem grande valor sociocultural. Na Idade Média nasceram as representações imaginárias, nas quais os caninos figuravam nas casas como simples adornos. Mais tarde, apesar da forte presença na pintura renascentista, pouco apareceu na escultura da época, já que o cavalo era o foco principal dos artistas. Do século XVII em diante, o cão continuou a ser objeto escultural, agora mais para pesquisa que pela arte em si, que ficou a cargo dos artistas de animais.
Além da produção artística, o cão figura modernamente na sociedade nos mais diferentes níveis, desde cão de companhia de um presidente da república a cão de agility e exposição. Nesse esporte, praticado em dupla, há a interação cão e dono, em uma atividade que trabalha a atenção, a força e a agilidade canina, além da liderança do homem. Nascido em 1978, na Inglaterra, foi considerado esporte de entretenimento. Não relacionado diretamente com o animal, o cão continua no meio esportivo como mascote de times e de eventos mundiais, como a Copa do Mundo de Futebol de 1994, realizada nos Estados Unidos. O apreço pelos cães os tornam de mascotes esportivos a mascotes do dia a dia, como um SRD adotado em um cemitério brasileiro.
No âmbito científico, há o uso de animais para experimentação de produtos ou aperfeiçoamento das raças, os chamados cobaias, e para pesquisa genética. Em todos estes usos, há leis que proíbem os maus tratos e asseguram o melhor ambiente possível. Essas pesquisas genéticas são baseadas no fato de homem e cão partilharem determinadas doenças de mesma base genética, podendo então contribuir com informações sobre a patogenia de enfermidades como câncer, epilepsia, diabetes e problemas cardiovasculares. Sem correr o risco dos maus-tratos, os cães também estão presentes na área tecnológica, mas como robôs. Em uma pesquisa realizada no Japão, a maioria dos entrevistados disse preferir a companhia de um animal a de um ser humano. Daí então nasceu o conceito do cão-robótico para entretenimento. Como um exemplo está Aibo, da Sony, com vários recursos de inteligência artificial embutidos, que lhe dão a capacidade de aprender através da técnica de tentativa e erro e assim descobrir o que pode ou não fazer. Existe também uma nova versão desse robô, com capacidade de achar a tomada para recarregar suas baterias e reconhecer a voz e o rosto de seu dono. O Aibo pode ainda ter sua personalidade controlada por computador e ser manipulado por e-mail. Socializando, pode-se ver um time de futebol formado por vários desses robôs com aspectos de brinquedo: eles fazem gol e comemoram colocando as patas dianteiras para cima.
Além dessas, há outra utilidade apreciada pelos homens: o cão enquanto iguaria culinária. Animal de estimação e de imagem demasiada humana em várias culturas, em algumas é visto como alimento. Na Coreia do Sul, a carne de cachorro é um prato tradicional, chamado boshintang, para ser consumido na busca da boa saúde durante os conhecidos três "dias do cachorro". No entanto, essa oriental tradição é frequentemente rejeitada pelos jovens sul-coreanos, devido à ocidentalização do pensamento de que o cão é um companheiro e não uma refeição. Na China, outro país oriental, há também o consumo de cachorro, mas como um prato exótico, devido a sua extrema variedade e fartura. Com mais de três mil anos de existência, a culinária deste país varia muito devido à adaptação das pessoas às regiões remotas, que aproveitam da natureza o que ela oferece para sobreviver. Apesar disso, o governo chinês rascunhou uma lei que proíbe o consumo de determinados animais, entre eles o cão.

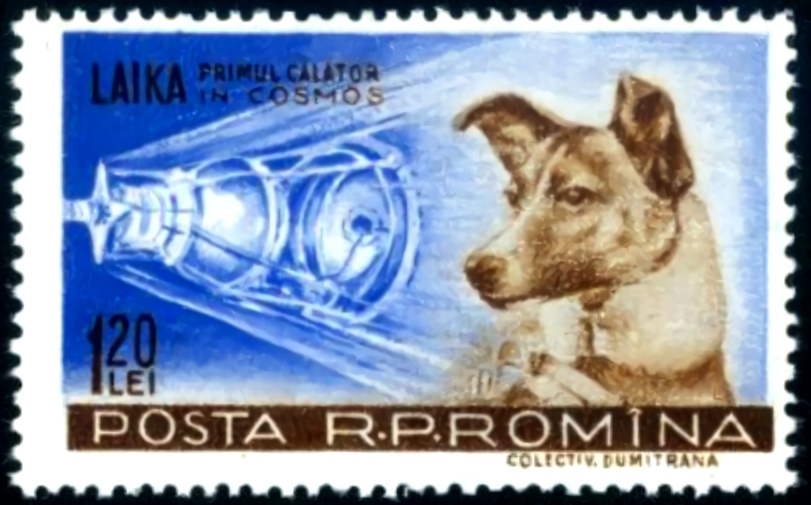
Selo comemorativo da cadela Laika, o primeiro ser vivo a orbitar o Terra a bordo da nave soviética Sputnik 2

No relacionamento homem e canino, ao longo da história da Humanidade, muitos cães vieram a ter destaque por ações heroicas, puro companheirismo, e até mesmo pioneirismo, conquistando com isso, certa fama e reconhecimento humano. Entre os maiores exemplos está Balto, um mestiço de husky siberiano e lobo-cinzento, que foi herói no estado norte-americano do Alasca em 1925. Sua história, na qual salva vidas da difteria após percorrer uma enorme distância em plena nevasca para buscar remédios, é contada em filme, no qual é dublado pelo ator Kevin Bacon. Já Laika foi uma vira-lata do programa espacial soviético e o primeiro ser vivo a entrar em órbita espacial, feito este a bordo da Sputnik 2  (ver: Cães do programa espacial soviético e Animais no espaço). Assim como a cadela, Snuppy foi um outro pioneiro, desta vez no campo da ciência, ao tornar-se o primeiro cão clonado do mundo. Da raça galgo afegão, nasceu em 2005, após experimentos realizados pelos sul-coreanos e tornou-se notícia no mundo todo. Entre os maiores exemplos de companheirismo documentados está o caso do akita japonês Hachiko, cuja história deu origem ao filme Sempre ao seu lado protagonizado pelo ator Richard Gere. Este cão nasceu no início da década de 1920, no Japão, e vivia com o professor universitário Hidesaburo Ueno em Tóquio, onde o acompanhava de casa até a estação de trem de Shibuya. Em 1924, o professor morreu e Hachi foi doado a outra família. Apesar disso, o cão sempre voltava à estação para esperar pelo antigo dono, repetindo o ato por dez anos até falecer em 1935, tornando-se uma lenda japonesa com direito a três estátuas de bronze, um filme nacional rodado em 1987 e um livro infantil. No Ocidente, Greyfriars Bobby, um skye terrier que viveu na Escócia, ficou conhecido por ter guardado o túmulo de seu dono por 14 anos, até falecer em 14 de janeiro de 1872. Um ano após sua morte, Lady Burdett-Coutts mandou erguer uma fonte e uma estátua em sua homenagem. Filmes e livros também foram baseados na vida deste cão, incluído um produzido pela Walt Disney Productions.

### Folclore lusófono

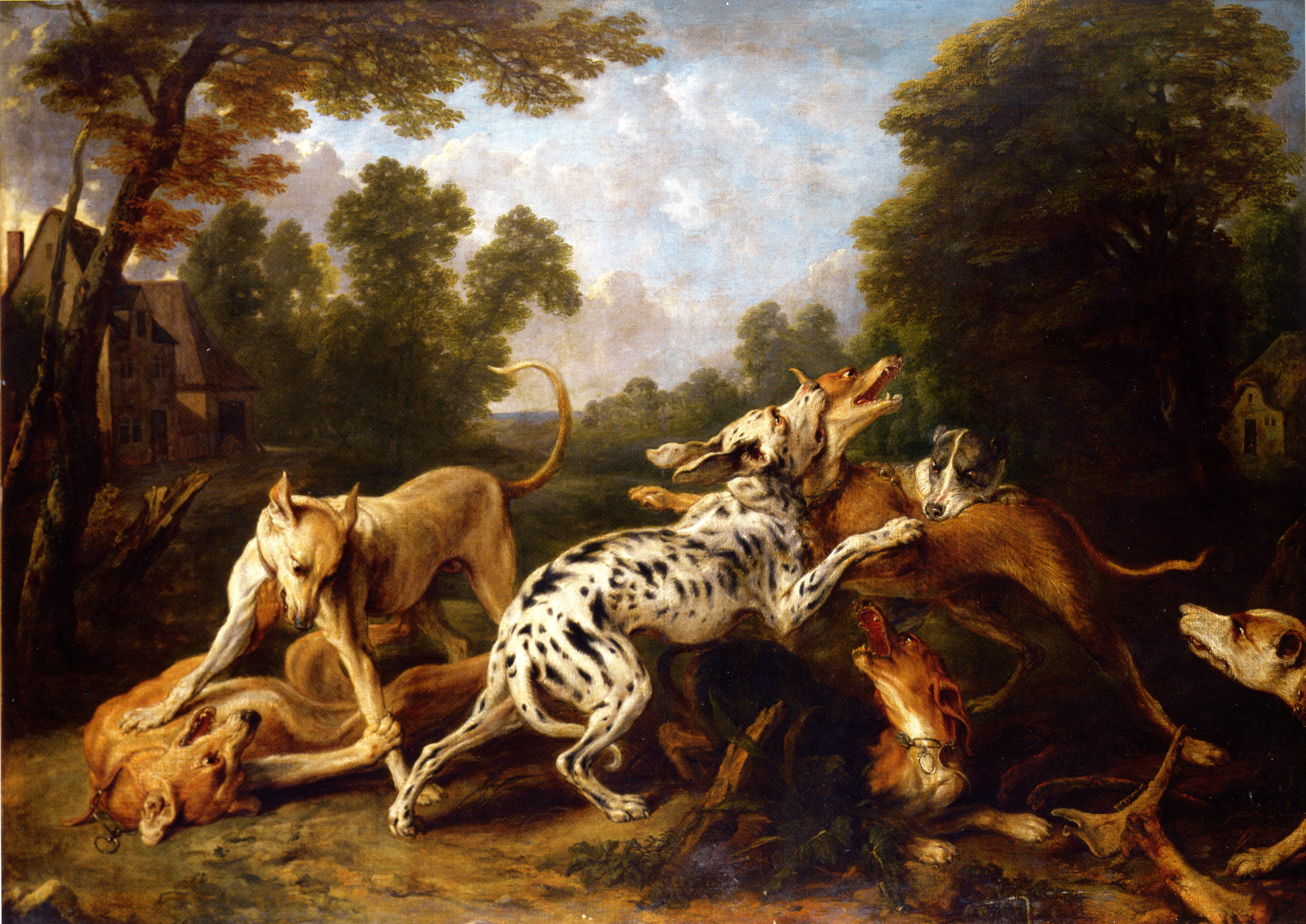
Na crença das nações lusófonas, o significado do cão varia de fidelidade e devoção à covardia, sordidez e até mesmo demônio. A pintura é de Frans Snyders

Na tradição católica lusa, quem mata um cão deve uma alma a São Lázaro. 
No Brasil, em decorrência da associação de sinonímia entre as palavras 'cão' e 'diabo', utiliza-se preferencialmente a palavra "cachorro" (do latim vulgar cattŭlus, por catŭlu 'filhote de cão'), mesmo para nomear o animal adulto. Em Portugal, mantém-se a acepção de "cachorro" como 'filhote de cão'. Por influência dos muçulmanos, a visão sobre os cães na África ganhou sentido pejorativo, tal como ocorre em Angola, onde a literatura oral banta figura os cães como símbolos de covardia, sordidez e servilismo. Nos Açores, chama-se o demônio de cão negro e cão tinhoso. Aventa-se que tal associação, entre "cão" e "demônio", tenha sido trazida para o Brasil pelos colonos açorianos, já no século XVIII.
Na Roma Antiga acreditava-se que os cães viam os espíritos. Segundo a crença popular brasileira, quando isto ocorre, diz-se o esconjuro: "Todo o agouro para o teu couro". Acredita-se que, quando o animal uiva, está a chamar desgraça para o dono. Então, repete-se o mesmo dito anterior ou vira-se um sapato com a palmilha para o alto, para que o animal se cale. Quando o cachorro cava a terra com o focinho voltado para a rua ou cava à entrada da casa, acredita-se que cava a sepultura do dono; se, porém, cava a terra com o focinho voltado para a casa é sinal de dinheiro. É sinal de azar o cão dormir com a barriga para cima; se urinar na porta, traz boa sorte. Dentre as inúmeras crendices há também o cão dito "pesunho" — que possui uma unha a mais — o qual, acredita-se, seja capaz de ver e perseguir lobisomens.
Popularizou-se, no nordeste do Brasil, a expressão "o cão do segundo livro" — geralmente aplicada a alguma coisa, situação ou pessoa muito difícil, insuportável ou, com uma conotação positiva, a alguém capaz de grandes proezas. A origem desse "cão" está nos livros de leitura de Felisberto de Carvalho, que eram utilizados nas escolas elementares, entre o final do século XIX e meados do século XX. No Segundo Livro de Leitura, na 17ª lição, é contada uma lenda, supostamente de origem árabe, acerca dos malefícios do alcoolismo. Um dos personagens da narrativa é o próprio diabo — o "cão", causador de uma série de desgraças, e que ficou conhecido como "o cão do segundo livro". O cão do segundo livro é também o título de um auto de Natal, em dois atos, do escritor pernambucano Osman Lins.

### Cão e gato

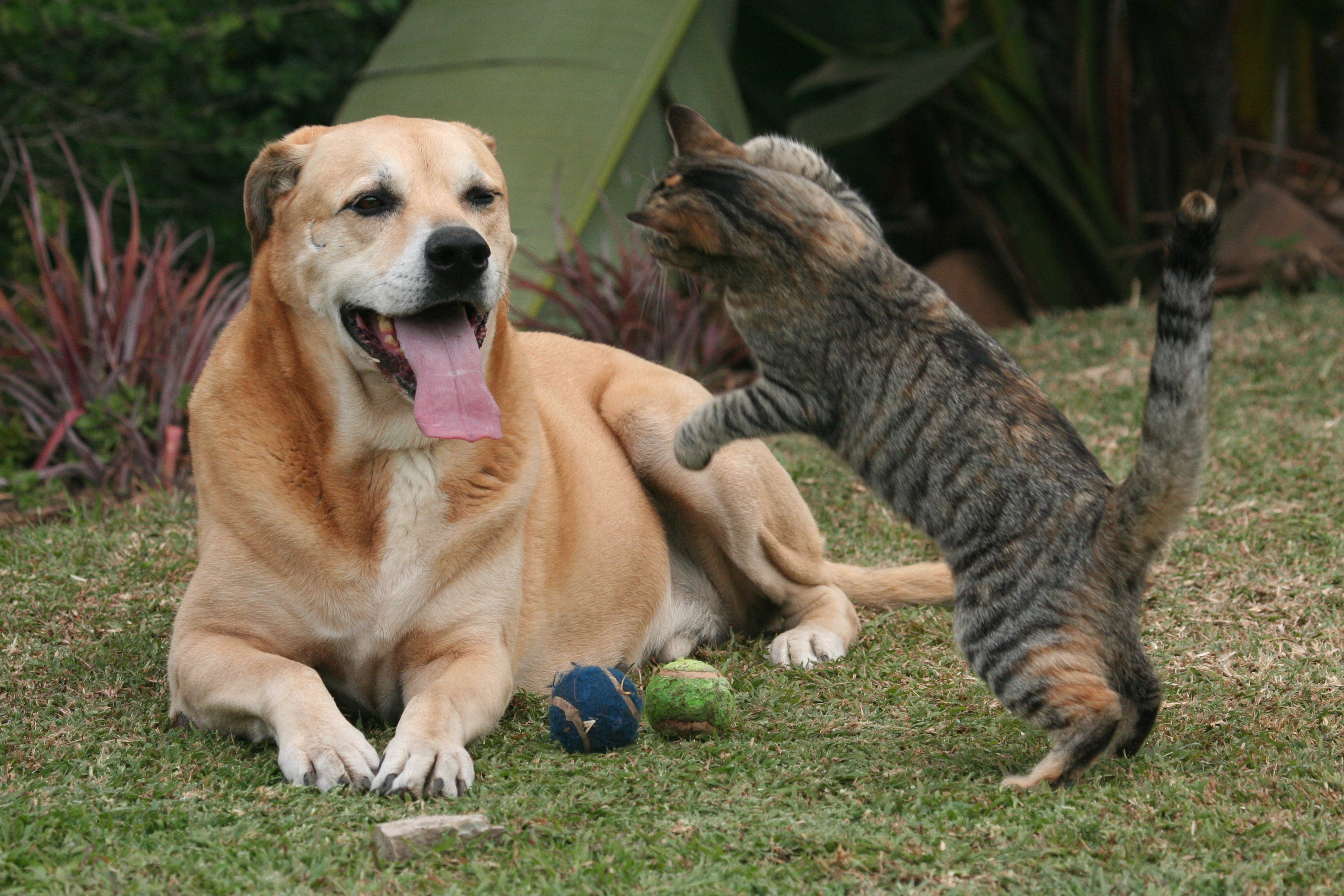
Um cão e um gato brincando

Essa afirmação popular pode ter surgido por disputas territoriais ocorridas diante dos olhos das pessoas. Quando um outro animal é introduzido no ambiente, o cão sente-se o protegendo do invasor. Isso pode acontecer com qualquer bicho, mas tornou-se mais comum entre cães e gatos por ambos serem espécies domesticadas e do agrado do ser humano. O cão vê o novo morador como ameaça, rosna para ele e o gato responde igualmente com o seu tipo de rosnado, o que significa uma agressão para o canídeo, que começa a persegui-lo. Rápido, o felino é um estímulo ao instinto caçador do cão, que não para de correr atrás. Ao que o gato cessa a correria, o cão desiste, pois a diversão acabou. Essas perseguições renderam filmes e personagens animados, como o buldogue Spike, o cão que persegue o gato Tom, e o longa Como cães e gatos, que mostram estes mamíferos como inimigos e provocadores mútuos.

### Mitologia e religião

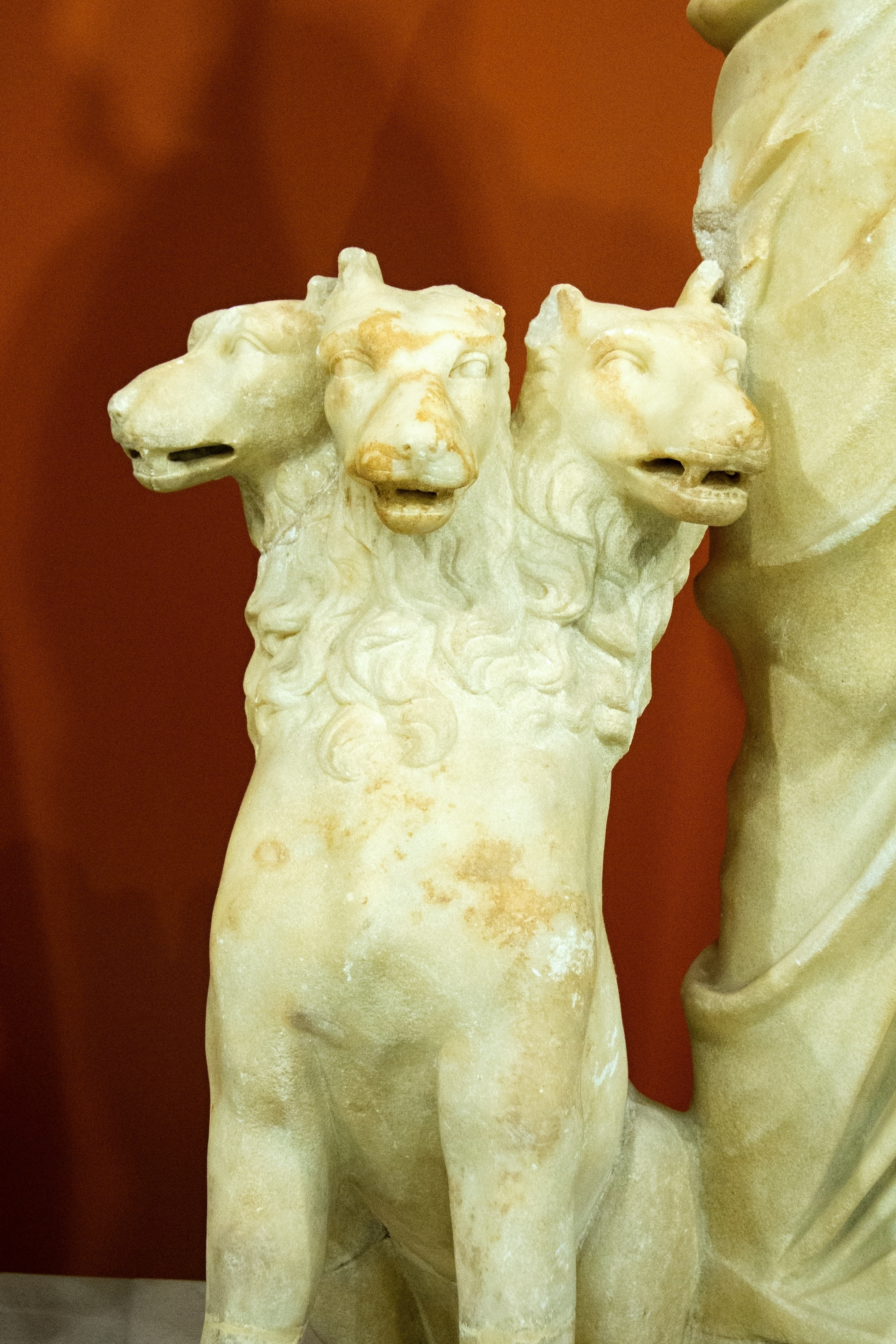
Cérbero, o cão de três cabeças, é a besta mitológica mais conhecida do ocidente

Na Suméria, vinte séculos antes de Cristo, a deusa Bau (Bawa ou Babu) tinha seu nome provavelmente derivado do latido do cão. Da mitologia ocidental à oriental, o cão figura como fera e como divindade. Uma das mais famosas imagens ocidentais é a de Cérbero, da mitologia greco-romana.
Outro conhecido cão mitológico da Grécia, é Argos, cujo dono era Odisseu. Na Odisseia de Homero, foi Argos o único a reconhecer o herói quando este retornou para casa, morrendo logo depois disso para que os invasores de sua casa não percebessem que Odisseu estava disfarçado e pronto para prendê-los. Outros cães presentes na mitologia grega são Argyreos e Chryseos, feitos de prata e ouro respectivamente, confeccionados pelo deus Hefesto; Ortros era o cão companheiro de Gerião, conhecido por ter sido morto por Hércules. Ainda no ocidente, o canino também figurou nas mitologias nórdica, com os Kenning, as conhecidas montarias das valquírias; germânica, com Barghest, lobo domesticado pelos goblins; celta, com Failinis da lenda dos 'argonautas' gaélicos, e Bran, o cão de Finn; e egípcia, com Anúbis.
No lado oriental da mitologia, este animal aparece como Tien-koan, o cão celestial chinês; e como Hōkō, a besta de cinco caudas da mitologia japonesa. Como híbrido, o cão também figura, mas na mitologia do Antigo Egito, como um cinocéfalo, macaco com cabeça de canídeo. Os cinocéfalos chegaram à Idade Média, sendo populares as lendas como a de São Cristóvão com a cabeça de cão.

### Ficção

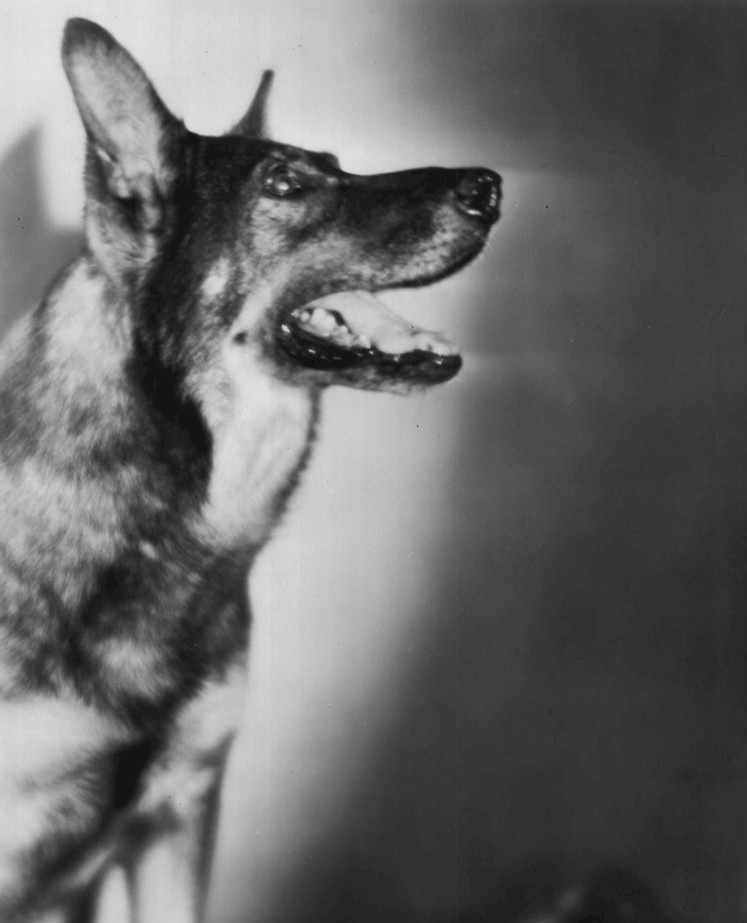
Rin-Tin-Tin em 1929

A ficção produziu inúmeros cães, que aparecem da literatura ao cinema, seja em filmes ou desenhos animados, passando pela banda desenhada. Entre os mais famosos é possível citar alguns que marcaram gerações, seja apenas em países ou pelo mundo. Criação dos estúdios Disney, os 101 Dálmatas foram um desenho animado rodado pela primeira vez em 1961, que viraram filme 35 anos mais tarde, com direito a uma continuação chamada 102 Dálmatas. Além, viraram jogos de videogame, pelúcias, roupas e acessórios. Também criação deste estúdio é o cão Pluto, da raça bloodhound, companheiro do rato Mickey. Criado em 1950, sua personalidade quase humana o destacou pelo mundo. Em 1941, o desenho Me dê uma pata, protagonizado pelo canino, conquistou o Óscar de melhor curta-metragem de animação. Assim como os dálmatas, Pluto também é estampado em diversos produtos, bem como outro famoso cão da vida do rato norte-americano: Pateta, cuja primeira aparição em desenho animado deu-se em 1932.
Nos desenhos animados, Scooby-Doo, o dinamarquês criado no ano de 1969 por Iwao Takamoto, e Snoopy, cão da raça beagle, personagem da história em quadrinhos Peanuts criado por Charles Schulz, destacaram-se por permanecerem em exibição nas televisões ao redor do mundo, e por figurarem em diversos produtos e também bandas desenhadas. Scooby inclusive foi às telas do cinema com dois filmes. Especificamente nos quadrinhos, Bidu, cão azul da raça schnauzer criado pelo brasileiro Maurício de Sousa, e Ideiafix, minúsculo companheiro do Obelix, também destacaram-se como seres fictícios.
Já no cinema e na literatura, destacam-se o cachorro Quincas Borba do dono filósofo homônimo no romance Quincas Borba (1891) escrito por Machado de Assis, e o paradoxal nome de Baleia, cadela raquítica de Vidas Secas (1938), escrito por Graciliano Ramos, onde, numa terra de seca, ela humaniza-se com fantasias de um mundo cheio de preás gordos, enquanto os personagens sertanejos animalizam-se e ceifam sua vida. Destaca-se também Lassie, cadela que deu nome à série e ao famoso filme rodado ao lado de Elizabeth Taylor; Rin-Tin-Tin, astro de quase trinta filmes, detentor de uma estrela na Calçada da Fama e um dos primeiros cães do mundo a se tornarem celebridade; e Marley, um canino real que marcou a vida de uma família e saiu do livro escrito e vivido por John Grogan, para as telas do cinema em Marley & Eu. Publicação e película contaram a história do pior cão do mundo com o maior coração de todos.